# Liste von Wrestling-Begriffen
Im Wrestling haben sich im Laufe der Zeit spezielle Bezeichnungen herausgebildet.

## A
- A-Show: Wichtigstes TV-Format einer Wrestlingorganisation, die zumeist wöchentlich und live aufgezeichnet läuft. In der Regel treten in den A-Shows die bedeutenden Akteure einer Promotion (bei WWE „Superstars“ genannt) auf. Bekannte Vertreter der A-Shows sind heute WWE Raw (WWE), AWE Dynamite (AWE), Impact Wrestling (TNA) und in der Vergangenheit WCW Monday Nitro (WCW) und Hardcore-TV (ECW). Zwischen der damaligen WWF und WCW entstanden in den späten 1990er-Jahren im Rahmen des Quotenkampfs die sogenannten Montagskriege, in deren Folge es WCW gelang, für eine geraume Zeit mit dem Banner WCW Nitro die Führung zu übernehmen und die das zur gleichen Zeit ausgestrahlte WWF-Banner RAW Is War quotenmäßig zu schlagen. Siehe auch: Montagskriege
- Affiliate(s): Wrestlingorganisation(en), die einer Major Promotion als Schwester- oder Tochterorganisation (Suborganisation) angeschlossen und berechtigt ist, in deren Namen Tournaments und Events zu veranstalten.
- Affiliate (Member) Organization: siehe Affiliate(s)
- Alumni: Inaktiver Teil eines Wrestlingkaders. Siehe auch: Roster.
- Amateur Wrestling / Amateur-Ringen: Gegenpart zum Pro Wrestling. Darunter wird überwiegend das klassische Ringen (griechisch-römisch, Freistil) verstanden. Siehe auch: College Wrestling und Folk Style Wrestling.
- Announcer: Ringsprecher und Ansager einer Promotion.
- Angle: wesentliches Element der jeweiligen Storyline. Dieser kann beispielsweise durch ein Interview eines Wrestlers mit dem Backstage-Interviewer, eine Stellungnahme eines Offiziellen oder durch ein Aufeinandertreffen zweier Wrestler außerhalb eines Matches durchgeführt werden.
- Associate(s): Wrestlingorganisation(en), die einer Major Promotion oder einem lokalen Affiliate angeschlossen ist/sind. Im Gegensatz zu den Local Promotions ist es dieser/diesen bereits gestattet, unter dem Banner der ihnen übergeordneten Promotion zu veranstalten.
- Associated Promotion(s): siehe Associate(s)
- Associated (Member) Organization(s): siehe Associate(s)

## B
- B-Show: Ein der A-Show untergeordnetes Fernsehformat mit wenigen etablierten Stars, die dort Jobber-Matches bestreiten. Eine der bekanntesten (inoffiziellen) B-Shows stellt WWE Superstars dar.
- Babyface: siehe Face
- Back Bump: siehe Bump(en)
- Back-slapper: Schulterklopfer zur Vorbereitung eines DDT, damit der Kontrahent weiß, dass er nun einen Face Bump vollziehen muss. Der Schulterklopfer (kurzer Schlag auf den hinteren Schulterkopf) wurde etabliert, um so ein mögliches Verletzungsrisiko zu minimieren, da der Ansatz zum DDT vielfach vom Gegner mit anderen Aktionen verwechselt werden könnte.
- Backyard Wrestling / Backyard-Wrestling: Umgangssprachliche Bezeichnung von Wrestling-Veranstaltungen, die unter primitivsten Voraussetzungen veranstaltet werden. Die Schauplätze („Veranstaltungsorte“) stellen in der Regel Hintergärten dar, wovon sich auch die Bezeichnung ableitet. Die Akteure sind in der Regel nicht oder nur schlecht ausgebildete Wrestler, die sich v. a. dem Deathmatch Wrestling verschrieben haben. Auch das von Kindern und Jugendlichen ausgeführte Show-Wrestling im heimischen Garten wird als Backyard bezeichnet. „Veranstaltungen“ von Backyard-Ligen dürfen nach US-amerikanischen Recht so lange ausgeübt werden, wenn sie a.) auf Privatgelände veranstaltet werden und b.) von öffentlicher Straße aus nicht eingesehen werden können. Aufgrund der mangelnden Wrestling-Ausbildung (bei Kindern und Jugendlichen werden „Wrestling-Kenntnisse“ hauptsächlich über Wrestling-Shows im Fernsehen erworben) sind schwerwiegende Verletzungen der Akteure die Regel. Nur wenige Backyard-Wrestler haben sich in der etablierten Wrestling-Szene behaupten können und sind in der Folgezeit bei echten Promotionen unter Vertrag genommen worden: Mick Foley (Cactus Jack/Mankind), Drake Wuertz (Drake Younger), Matt Burns (Nick Mondo) oder Alexander Bedranowsky (Thumbtack Jack).
- Banner: Offizielle Bezeichnung für eine Promotion, unter der sie eine Veranstaltung durchführt. Der Name leitet sich von der Ringverkleidung und den Decken- und Wandtransparenten ab, die in der Regel den verwendeten Namen Promotion oder den Veranstaltungsnamen trugen, unter denen eine Promotion veranstaltete. Bevor WWE Raw und WWE SmackDown eigenständige Brands von WWE wurden, waren diese lediglich bloße Veranstaltungsbanner. Desgleichen auch Midatlantic Championship Wrestling (Jim Crockett Promotions) und World Championship Wrestling (Georgia Championship Wrestling) sowie Monday Nitro (World Championship Wrestling).
- Beat down / Beat-down: wesentliches Segment der jeweiligen Storyline, bei dem ein augenscheinlich wehrloser Kontrahent von einem oder mehreren Wrestlern bis zur Kampfunfähigkeit niedergestreckt wird.
- Berufsringen: Deutschsprachige Bezeichnung (veraltet) für Pro Wrestling.
- Berufsringer: Deutschsprachige Bezeichnung (veraltet) für einen Pro-Wrestler.
- Blacklist(ed) / Blackbook: Sperrverzeichnis im Sport. Ist dem der State Athletic Sport Commission (SASC) untergeordnet. Dort werden lokale wie nationale Sperren, deren Dauer und eine Sperrbegründung vermerkt. Eine lolake Sperrung in Form der Suspendierung (blacklisted) stellt eine unbezahlte Freistellung des Betroffenen dar, in welcher dieser aus den aktiven Storylines herausgeschrieben wird. Diese kann über Geldzahlung ausgesetzt werden, wenn das Fehlverhalten des betroffenen Wrestlers lediglich wenige Auswirkungen auf bestehende Storylines hat oder nachträglich vom BOD nur als mindere Regelverletzung eingestuft wird. Die Suspendierung kann auch in eine regionale Sperre umgewandelt werden, wenn der betroffene Wrestler sein Fehlverhalten nicht einsieht und es erfolgt regionale Sperrung, die im regionalen Blackbook eingetragen wird, in dem die Promotion ihre Blacklist der SASC mit der Bitte der Eintragung übergibt. Eine nationale Sperre bedeutet für den Betroffenen, dass es sich dabei um eine meist zeitlich begrenzte Vollsperrung handelt. Diese untersagt ihm eine Aktivität in den von den SASC kontrollierten Gebieten. In extremen Fällen können in einem Blackbook auch internationale Sperren vermerkt werden, die dann unbegrenzt sind. Das kommt einem Berufsverbot gleich. Sperren bzw. Einträge im Blackbook können auch im Rahmen einer Storyline eingesetzt werden. So ließ in der ECW beispielsweise Ende der 1990er-Jahre der Wrestler Justin Credible seinen Kollegen Sabu sperren. Dieser trat zu dieser Zeit meist schwerverletzt (Kiefer- und Rippenbrüche u. ä.) an und mit der Sperrung gab man diesem die Möglichkeit, seine Verletzungen auszukurieren.
- Blading: Selbst herbeigeführtes Bluten mittels eines scharfkantigen Gegenstands (in der Regel durch Rasierklingen) oder durch gegnerischen Angriffs mittels Leuchtstoffröhren oder Stacheldraht beim Hardcore-Wrestling oder bei Deathmatches.
- Blind Tag(s): Wesentliches Element beim Tag-Team-Wrestling. Hierbei handelt es sich um einen hinter dem Rücken erfolgten und regelwidrigen Wechsel zwischen Heel A und B. Daraufhin wird natürlich Babyface 1 versuchen, seinem Partner zu Hilfe zu kommen und wird vom Referee wieder des Rings verwiesen. Bei Nachfrage wird der im Ring agierende Heel behaupten, er habe regelkonform mit seinem Partner mittels Tag gewechselt. Beim False Tag handelt es sich ebenfalls um eine illegale Aktion vonseiten der Heels. Auch hier erfolgt der Wesel zwischen beiden unerlaubt und ähnelt dem Blind Tag. Im Gegensatz zu diesem klatsche der „eingewechselte“ Heel einmal laut in die Hände und täuscht so hinter dem Rücken des Referees den Tag mittels „offiziellen Abklatschen“ vor. Auch hier wird das außerhalb des Rings stehende Babyface in den Ring stürmen wollen und den Referee darauf hinweisen, dass der gegnerische Wechsel nicht regelkonform war. Doch hier wird dieser behaupten, er habe zwar den Tag nicht mit eigenen Augen gesehen, doch habe er diesen gehört und damit sei der Wechsel regelkonform.
- Bloodjob: In der Storyline der ausgearbeitete Handlungsstrang, wann welcher Wrestler zu welchem Zeitpunkt zu bluten hat.
- Board of Directors (BoD) / Board Of Directors (BOD): Geschäftsführender Vorstand einer Promotion. Dieser setzt sich in der Regel aus den Chairmens der verschiedenen Committees zusammen.
- Booker: Bei größeren Wrestlingverbänden ein Mitglied des Booking Committees, bei kleineren Verbänden und im Independent Circle in der Regel der Major Promotor. Dieser ist für die Verpflichtung des Wrestlers zuständig und arbeitet zusammen mit diesem in Zusammenarbeit mit dem Matchmaker die eine längerfristige Storyline oder ein kurzzeitiges Fehdenprogramm aus.
- Booking: Das Verpflichten von Wrestlern für eine Promotion oder für eine Show. Diese werden vom Booker vorgenommen.
- Booking Committee: Bei größeren Wrestlingverbänden jene Abteilung, die die Verpflichtung von Wrestlern vornimmt.
- Botch: Unsauber ausgeführte oder missglückte Aktion innerhalb eines Matches, die sowohl ein Verletzungsrisiko für den Ausführenden und den Kontrahenten darstellt.
- Brand: Gliederung innerhalb größerer Wrestlingverbände, die durch eigenständige Roster und Storylines geprägt sind. Innerhalb von WWE stellen WWE Raw, WWE SmackDown und WWE NXT 2.0 die bekanntesten Wrestling-Brands dar.
- Brawl: Gemäß festgelegter Storyline ein außer Kontrolle geratenes Match, bei welchem sich die Kontrahenten ohne erkennbare Griffe, Würfe oder Sprünge attackieren.
- Brawler: Ein Wrestler, der sich durch einen wenig versierten Kampfstil auszeichnet und augenscheinlich wild auf seinen Kontrahenten einprügelt und der sich nicht scheut, auch unerlaubte Gegenstände (Foreign Objects) einzusetzen.
- Bronze age: siehe Bronzenes Zeitalter
- Bronzenes Zeitalter: Interne Zeiteinteilung des Wrestling in diverse Epochen: das bronzene Zeitalter markiert nach heutiger Auffassung den Aufstieg des Gold Dust Trios und dessen Form von Sports Entertainment, also die Zeitspanne zwischen 1920 und 1948. Ihren Zenit fand diese Zeiteinteilung zwischen 1935 und 1948, als die damalige NWA zum Marktführer aufstieg und das Wrestling maßgeblich prägte.
- Bump(en): Fallen und eines der wichtigsten Elemente im Wrestling. Man unterscheidet dieses Fallen in zwei Arten: a.) den Face Bump (Fallen nach vorn) und b.) den Back Bump (Fallen nach hinten). Das bumpen stellt ein wesentliches Ausbildungselement in einer Wrestling School dar und entspricht der Fallschule anderer, ähnlich konzipierter Kampfsportarten wie dem Judo. Hier wird der Bump aus verschiedenen Höhen und Winkeln antrainiert („Bumps nehmen“), um so mögliche Verletzungsrisiken zu minimieren.

## C
- Call(ing): Verbale Kommunikation zweier erfahrener Wrestler während eines Matches. In diesem flüstert ein Wrestler, möglichst für das Publikum unbemerkt, seinem Kontrahenten die nächste Aktion ins Ohr, damit sich dieser darauf einstellen und reagieren kann. Calling wird überwiegend für spontan angesetzte Matches verwendet, die zuvor vom Matchmaker mittels Script nur mit einem groben Handlungs-Rahmen versehen wurden. Hierbei verlässt sich dieser auf die Erfahrung der Akteure.
- Canadian Strong Style Wrestling / Canadian Strong Style: Von Stu Hart aus dem Catch as Catch can und dem Slam-bang Western Style weiter entwickelte Wrestling-Richtung, die heute allgemein als Strong Style bezeichnet wird.
- Call up / Call-Up: Einberufung und Aufbau eines Wrestlers aus dem WWE Brand WWE NXT zum Superstar in eines der WWE Main Roster (WWE Raw, WWE SmackDown).
- Canned Heat: Eine über Lautsprecher in der Halle oder (bei aufgezeichneten TV-Formaten) in der Nachbearbeitung hinzugefügte Publikumsreaktion. Wird v. a. dann angewendet, wenn die vom Wrestling-Veranstalter angestrebte Publikumsreaktion auf einen bestimmten Akteur ausbleibt und daher nachbearbeitet werden muss.
- Card: Aufstellung von Matches während einer Veranstaltung. Seit dem Gold Dust Trio ist es seit den 1930er-Jahren üblich, diese in drei Kategorien zu gliedern, welches die Qualität angesetzter Matches sichern sollen: Die sogenannte Undercard (untere Kampfkarte) besteht aus jenen Akteuren, die lediglich ihren Job machen müssen, um höher bewertete Wrestler möglichst gut zu verkaufen. Hier werden in der Regel Jung-Wrestler eingesetzt, die dort ihre ersten Erfahrungen vor einem größeren Publikum erhalten sollen. Die nächste Stufe wird durch die sogenannte Midcard (mittlere Kampfkarte) gebildet, die aus bereits etablierten Akteuren besteht und bei denen der Wrestling-Veranstalter seit Längerem Anzeichen für den Erhalt von Wrestling-Titeln sieht. Hier ist das Gros der Publikumslieblinge vereinigt. In der sogenannten Uppercard (obere Kampfkarte) sind alle Titelträger, Titelanwärter und die absoluten Publikumslieblinge konzentriert, die Heat beim Publikum erzeugen. Diese führt in der Regel das Main Event des Abends aus.
- Carry: Ein erfahrener Akteur „trägt“ seinen Kontrahenten, wenn die (positive) Match-Qualität nahezu ausschließlich durch dessen Beteiligung entsteht. Dabei unterstützt der erfahrene Wrestler seinen technisch unterlegenden Partner durch calling, in dem dieser die nächste Aktion bestimmt. Die ringerische Fähigkeit, auch den untalentiertesten Kontrahenten in einem Match gut aussehen zu lassen, zeichnet einen Top-Wrestler aus. Um den Jung-Wrestler publikumsmäßig aufzubauen, tritt dieser als Face und der erfahrene Wrestler als Heel an.
- Catchen: Umgangssprachliche deutschsprachige Bezeichnung für Wrestling als solches. Der Begriff leitet sich von Catch as Catch can ab.
- Catch-as-catch-can-wrestling / Catch-As-Catch-Can-Wrestling: siehe Catch as Catch can
- Catch as Catch can / Catch Wrestling: Hybrid aus traditionellem Folk Style Wrestling, welcher in den 1880er-Jahren aus Großbritannien in die Vereinigten Staaten gelangte und dort mit Elementen des Collage Wrestling und verschiedener Kampfsportarten angereichert wurde. Catch as Catch can galt bis in die 1920er-Jahre (und teilweise darüber hinaus bis Ende der 1930er-Jahre) als Hauptvertreter des sogenannten Carnival Wrestling. In der Entwicklungsphase von Catch Wrestling zum heutigen Sports Entertainment entwickelte das Gold Dust Trio dieses zum Slam-bang Western Style Wrestling. In diesem waren neben dem damals vorherrschenden Mat Wrestling (Grappling) auch harte Aktionen gegen Beine, Finger, Zehen und Ausheber wie der Bodyslam erlaubt. Gewinner konnte nur der werden, dem es gelang, bei seinem Kontrahenten erfolgreich einen Hook anzusetzen und diesen zur Aufgabe zu zwingen oder diesen zweimal in drei Runden zu pinnen.
- Catch Phrase / Catchphrase: Eine auf einen bestimmten Wrestler zugeschnittene Phrase, die – je nach Auslegung des Ringcharakters (Gimmick) – beim Publikum sowohl positive als auch negative Reaktionen hervorrufen kann. Die bekanntesten sind: „Whatcha gonna do, if the 24 inch Pythons runs wild over you?“ (Hulk Hogan), „If you smell what The Rock is cooking!“ (Dwayne „The Rock“ Johnson), „You can't see me!“ (John Cena) oder das einfache „Bam Bam!“ (Mick Foley).
- Chain wrestling / Chain-Wrestling: Aktionsreiches kombinieren von Aktion und Reaktion; d. h. die Aktionen des Kontrahenten werden mehrere Minuten lang mit Gegenaktionen gekontert, ohne dass der Aktionsfluss unterbrochen wird.
- Chair Shot: Stilelement von Matches, die unter extreme Rules (Hardcore, Deathmatch) laufen. Hierbei wird ein vermeintlich ungeschützter Schlag mit einem metallenen Klapp-Stuhl direkt auf den Kopf des Kontrahenten ausgeführt, der daraufhin zu bluten beginnt. Waren die Stühle bis Ende der 1990er-Jahre unpräpariert, so ging man im Laufe der Zeit in den großen Promotionen dazu über, eingesetzte Metallstühle durch leichtere Aluminiumstühle (die sich leicht verbogen, ohne jedoch den Kontrahenten schwer zu verletzen) zu ersetzen und diese nur für Wrestler erkennbar besonders zu kennzeichnen. Um Gehirnerschütterungen zu vermeiden, gingen Wrestling-Veranstalter und deren Matchmaker dazu über, dass der Chair Shot nur noch auf den Nacken des Gegners und nicht mehr auf dessen Hinterkopf oder auf die Stirnseite zu erfolgen hat. Reale Chair Shots, d. h. der Einsatz vollwertiger, unpräparierter Klapp-Stühle, erfolgen nur noch im Independent Circle, da auch Hardcore-lastige Veranstalter wie CZW, All Japan oder New Japan dazu übergingen, hier präparierte Stühle einzusetzen.
- Chairman / Chairmen: Vorsitzender des BOD oder eines der diesen untergeordneten Instanzen.
- Champion: Inhaber einer Meisterschaft.
- Championship: Ausgetragene Meisterschaft, welche in der Regel bei Tournaments ermittelt und durch Titelgürtel versinnbildlicht wird. Die Championship kann auch in Form von Pokalen und Schalen dargestellt werden. Siehe auch World Championship
- Championship Belt: Titelgürtel eines Wrestlers, welcher in den verschiedenen Promotionen in unterschiedlichen Abstufungen existiert. Seinen Ursprung hatte der Titelgürtel in einer reich verzierten Gürtelschnalle aus Gold oder Silber, die dem Champion neben einer Trophäe verliehen wurde. Mit Aufkommen des Gold Dust Trios und deren Slam-bang Wrestling wurde diese Gürtelschnalle über mehrere Entwicklungsstadien zum heutigen Titelgürtel ausgebaut.
- Cheap Heat: Wrestling-Segment; negative Publikumsreaktion. Ein Akteur – vielfach in Form des Heel – erzeugt eine negative Publikumsreaktion, indem dieser z. B. das Publikum oder die austragende Stadt beleidigt. Dieses Segment trägt allgemein nicht zur sogenannten Overness des Akteurs bei, da sich dieses Segment ausschließlich auf das Match oder auf das Segment als solches auswirkt.
- Carnival Wrestling / Carnival Wrestler: Wrestling auf Basis von Catch as Catch can. Wurde v. a. auf Jahrmärkten aufgeführt und wies die Kombination von Worked Matches und von realem Kampf auf: In der Frühzeit des Slam-bang Wrestling war es allgemein üblich, dass Pro Wrestler auch durch den Mittleren Westen tourten und dort auf regelmäßig stattfindenden Jahrmärkten auftraten: Carnival Wrestling war in erster Linie ein Showkampf, dessen Ergebnisse unter den Wrestlern gestaged, d. h. abgesprochen war. Dennoch forderte der erfolgreiche Sieger diverse männliche Besucher (Cowboys, Eisenbahnarbeiter usw.) auf, gegen ihn in drei Runden anzutreten. Dieses sollte v. a. die Wettlust der Zuschauer anheizen, da diese in aller Regel ihre Lokalmatadore unterstützen würden: eine erfolgreiche Runde gegen den Headliner = freie Getränke für den Rest des Tages auf Kosten des zumeist als „Champion“ titulierten Headliners, zwei erfolgreiche Runden gegen den „Champion“ = fünf Silberdollar und bei drei erfolgreiche Runden gegen den „Champion“ = zehn Golddollar. Der damalige Wochenlohn eines Cowboys beispielsweise betrug zu jener Zeit etwa 50 Cent und so schienen die zu erreichenden Prämien äußerst verlockend. Hier griff zudem erstmals das Sports Entertainment, zumal der Headliner immer schwächer dargestellt wurde, als dieser tatsächlich war. Einer der bekanntesten Carnival Wrestler seiner Zeit stellte Farmer Burns (Mentor und Lehrer von Frank Gotch) dar, welcher alle Herausforderer stets zu besiegen wusste, indem er gegen ihn antretenden Cowboys bspw. den Revolverarm mittels Double Wrist Lock brach; eine Sicherheitsmaßnahme, die erforderlich war, um hinterher nicht von den enttäuschten (und vielfach alkoholisierten) Verlierern erschossen zu werden.
- Cheap Pop: Ein Wrestler – häufig ein Face – bekommt eine positive Publikumsreaktion, indem er z. B. das Publikum, die Stadt oder einen ansässigen Sportverein lobt. Mick Foley ist bekannt für seine häufig erzielten Cheap Pops.
- Cheap Shot: Aufgrund einer Unachtsamkeit des Gegners nicht vorhersehbare und häufig illegale Aktion eines Wrestlers, der sich dadurch scheinbar auf einfache Weise einen Vorteil verschaffen kann. Falls sie während eines Matches angewandt wird, wird diese Aktion vom Ringrichter laut Storyline meist nicht bemerkt. Typische Cheap Shots können Tiefschläge, Schläge mit einem verbotenen Objekt oder Angriffe von hinten sein. Sie werden meist von Heels angewandt, um diese dadurch als feige oder bösartig darzustellen. Ric Flair ist bekannt dafür, schnelle unerlaubte Angriffe durchzuführen. Er versteckte unter anderem einen Schlagring in einem seiner Knieschoner.
- Chief Booker: Haupt-Booker einer Promotion. Meist mit dem Promotor identisch und manchmal auch als Main Booker, Major Booker oder Head Booker bezeichnet.
- Chief Referee: Haupt-Referee einer Promotion, der auch als Senior Referee, Main Referee oder Head Referee bezeichnet wird.
- Closed fist: Regelverstoß im Wrestling, da alle Schläge mit offener Faust vollzogen werden müssen. Wesentliches Element im Shoot oder Irish Calling, wo Faustschläge nicht nur angedeutet, sondern mit voller Kraft vollzogen werden.
- College wrestling: Im englischsprachigen Raum das Amateurringen in den jeweiligen Hochschulen.
- Color Commentator/ Color-Commentator: Ein Kommentator (meist Co-Kommentator), der Partei für einen Wrestler ergreift, meist für einen Heel. Häufig handelt es sich um einen ehemaligen Wrestler. Zu bekannten Color-Commentators zählen etwa Jerry Lawler, Jim Cornette oder Bobby Heenan.
- Comeback: 6. Phase eines Matches im Single-Bereich und bereitet den Abschluss (und damit den Sieg) des Babyface vor. Auch hier müssen Zusammenarbeit und Timing der Wrestler absolut passen. Das Publikum als Zielgruppe sollte sich noch optimal an den letzten Hope Spot ihres Favoriten erinnern können und der vorhergehende Cut Off sollte dementsprechend und dominierend sein. In der Regel erfolgen jetzt 2–3 kleinere Aktionen (mit oder ohne Bumps), dem ein gewaltiger Bumps mit großer Wirkung folgen sollte. Ziel ist es, das Publikum noch einmal in Stimmung, und das Babyface auf Augenhöhe mit dem Heel zu bringen. In dieser Phase wird es sich zeigen, ob die Vorarbeit des Heels von Erfolg gekrönt werden wird … war dessen Rolle in dem Match nicht richtig vorbereitet, wird das Comeback des Babyface niemanden interessieren.
- Committee(s): Fachabteilung(en), die dem BOD unterstellt sind. Deren Vorsitzende („Chairmen“) bilden im Regelfall die übergeordnete Instanz. Bis 2017 bestanden innerhalb der NWA folgende Committees, deren Struktur auch von anderen Wrestlingveranstaltern in ähnlicher Form angewandt wurde: a.) Worlds Heavyweight Championship Committee (NWA World Title), b.) Light/Junior Heavyweight Championship Committee (NWA Cruiserweight Title), c. ) Membership Committee (Mitgliederwerbung und -betreuung), d.) Rules Committee in Zusammenarbeit mit dem Matchmaker (Aus- und Überarbeitung des NWA-Regelwerks), e.) Grievance Committee in Zusammenarbeit mit der NWA-Rechtsabteilung (Bearbeitung eingegangener Beschwerden), f.) Television Committee (Entwicklung und Umsetzung entsprechender TV-Formate), g. Women's Committee (Betreuung und Förderung des Frauen-Wrestling) und h.) „Ed Lewis“ Committee (Sonderzahlungen an verdiente Wrestler und finanzielles Föderungsprogramm für besonders begabte Jung-Wrestler).
- Cover: Versuch eines Wrestlers, ein Match durch Pinfall zu beenden. Hierbei drückt ein Wrestler beide Schultern des Gegners gegen den Boden; kann der Wrestler das Cover so lange aufrechterhalten, bis der Ringrichter dreimal auf den Ringboden geklopft hat, hat dieser Wrestler das Match gewonnen.
- Creativ Team: In größeren Wrestling-Verbänden jene Institution, die zusammen mit dem Main Booker, dem Matchmaker und unter bestimmten Bedingungen mit den Angehörigen des Championship Committees die jeweiligen Storylines entwirft. In der WWE setzt sich dieses überwiegend aus angeworbenen Drehbuch-Autoren zusammen, die für eine gewisse Zeit von dieser unter Vertrag genommen wurden. In TNA und AEW sowie der NWA dagegen setzt sich das Creativ Team aus dem Chairman der Organisation und aus erfahrenen Wrestlern zusammen, die zum Teil Mitglied der entsprechenden Committees sind.
- Cruiserweight: Eine Gewichtsklasse, die ein maximales Gewicht besitzt (rund 90–100 Kilogramm) und oft eigene Titel hat, etwa die WWE Cruiserweight Championship (1997–2007; ursprünglich bei WCW ausgetragen), oder die IWGP Junior Heavyweight Championship. Cruiserweights werden oft auch High Flyer genannt, was weniger das Gewicht, sondern den Stil bezeichnet. Die TNA X Division Championship kennt etwa keine Gewichtsgrenze, ist aber vom Stil auf technisch anspruchsvolles und schnelles Wrestling ausgelegt und eine moderne Variante eines Cruiserweight-Titels. Bekannte Cruiserweights der Geschichte sind etwa Rey Mysterio, Jushin „Thunder“ Liger und Dean Malenko.
- Current Roster: siehe Roster
- Cut Off(s): 5. Phase eines Matches, welche den Drive des Babyface und dessen Hope Spot beenden wird. Hier arbeitet der Heel nun mit brachialer Gewalt und fiesen Tricks; zudem wird in dieser Phase dessen Manager zum Vorteil seines Schützlings in das Match eingreifen und entsprechende Reaktionen einfahren – die erneute Bindung des Publikums an das Babyface wird hier noch einmal verstärkt.
Im Tag-Team-Bereicht folgen die Cut Offs dem Single-Match.
- CZW Invasion: Explizit ausgearbeitete Storyline, welche 2009 die damalige enge Zusammenarbeit zwischen Big Japan Pro-Wrestling und von Combat Zone Wrestling festigen und vertiefen wollte. Geriet für die erste Promotion zum Fiasko und führte fast zu deren Bankrott.

## D
- Dark Match: Ein während einer für eine Fernsehausstrahlung veranstalteten Show stattfindendes Match, das aber selbst nicht im Fernsehen ausgestrahlt und nur dem Hallenpublikum gezeigt wird. Dark Matches finden meist vor, seltener nach, der Aufzeichnung statt und dienen dem Anheizen der Stimmung des Publikums. Sie werden oft für Neulinge oder neue Gimmicks genutzt, um die Reaktion des Publikums zu testen.
- Deathmatch / Death Match: Explizite Gewalt betonende Auslegung des Hardcore-Wrestlings. Herrschen beim Hardcore-Wrestling noch gewisse Regeln zur Vermeidung von schwerwiegenden Verletzungen, so werden diese beim Deathmatch-Wrestling billigend in Kauf genommen. Diese Wrestling-Variante hat ihren Ursprung im japanischen Strong Style und Shoot Wrestling, welche im Laufe der Zeit mit Elementen des Sport Entertainment bereichert wurde. Als Vorreiter dieser Stilrichtung, und von den Fans als „Father of Deathmatch“ (Vater des Deathmatchs) bezeichnet, gilt der Japaner Atsushi Onita, der die extremste Form des Strong Style 1989 in Japan populär machte und dieses dann zum heutigen DMW ausbaute.
- Deathmatch Wrestling / Deathmatch-Wrestling: Siehe Deathmatch.
- Development Territory: Entwicklungsgebiet einer Major Promotion; in der Regel im Geltungsbereich einer angeschlossenen Local Promotion und kann auch aus mehreren Local Promotions bestehen.
- Disziplinarkommission: Organ größerer Wrestling-Organisationen. Wird gebildet, um Verstöße gegen das offizielle Regelwerk zu ahnden. Setzt sich in der Regel aus dem Chairman des BODs, dem Matchmaker sowie drei vom aktiven Roster gewählten Angehörigen (Wrestler) zusammen. Diese Kommission kann kleinere Verstöße mit Geldstrafen, größere mit Suspendierung und grobe Verstöße wie die Schädigung des öffentlichen Ansehens der Promotion mit Entlassung ahnden.
- Dirtsheets / Dirt sheets: „Schmutzblätter“, umgangssprachliche Bezeichnung für Wrestling-Newsletter oder Fanzines, die angebliche oder reale Hintergrundinformationen über das Wrestling verbreiten und nicht von einer bestimmten Promotion gefördert werden. Sie gefährdeten das früher verbreitete Kayfabe.
- DMW: siehe Deathmatch
- Dusty Finish: Ausgang eines Matches, bei dem die Entscheidung des Ersatzschiedsrichters (der den Schiedsrichter vertritt, weil dieser beispielsweise laut Storyline bewusstlos ist) von dem ursprünglichen Schiedsrichter geändert wird. Es ist nach Dusty Rhodes benannt, der als Booker viele solcher Ausgänge für Matches in der WCW schrieb.
- DUD: Ein schlechtes oder völlig uninteressantes Match.

## E
- Edeljobber: Wrestler, der wie ein Jobber die Aufgabe hat, andere Wrestler durch Siege gegen ihn bekannter zu machen. Jedoch darf ein Edeljobber gelegentlich auch ein Match gewinnen (meist gegen etablierte Heels) oder aber sich zumindest stärker zur Wehr setzen und ein paar Minuten lang selbst gut aussehen.
- ECW Invasion: Explizit ausgearbeitete Storyline, welche die in Konkurs gegangene Promotion Extreme Championship Wrestling aktiv in die damaligen Handlungsstränge der World Wrestling Federation einbinden sollte. In der Folgezeit ging aus dieser Invasionsgeschichte der Brand WWE ECW hervor.
- ECW/WCW Invasion: Explizit ausgearbeitete Storyline, welche die in Konkurs gegangene Promotion Extreme Championship Wrestling und die von World Wrestling Federation aufgekaufte Promotion World Championship Wrestling aktiv in die damaligen Handlungsstränge einbinden sollte. Ursprünglich geplant war es vonseiten des WWF-BoD, zumindest WCW als eigenständigen Brand im Rahmen von WWF weiter bestehen zu lassen, derweil sich dieses in Bezug auf ECW zu jener Zeit nicht sicher war, seine Hardcore Division in diese einzugliedern und als einen weiteren Brand bestehen zu lassen. Alle diesbezüglichen Pläne wurden jedoch vonseiten WWF rasch aufgegeben und weitere Handlungsstränge verworfen.
- Eingestellt: Vakanter Titel, der nicht mehr vergeben wird.
- Einzug: siehe Entrance
- Entrance: Einmarsch eines Wrestlers oder eines Offiziellen in die Halle. Der Entrance wird meistens mit Musik (Entrance-Theme) und Pyrotechnik unterstützt und ist vom Gimmick und Status des Wrestlers geprägt. Ein Face klatscht sich beim Einmarsch oft mit den Fans in den vorderen Reihen ab oder verteilt an das Publikum in den vorderen Reihen Geschenke, während ein Heel sich verbale Auseinandersetzungen mit dem Publikum liefert oder es gar nicht beachtet.
- Entrance-Theme: Musik, die beim Einmarsch gespielt wird. Fast alle Wrestler verfügen über einen eigenen Theme-Song. In großen Promotionen werden die Songs meistens eigens komponiert. In der WWE (vormals WWF) etwa viele Jahre durch Jim Johnston, der ab 1985 hunderte Entrance Songs geschrieben hat, für nahezu jeden bedeutenden WWE-Wrestler der kommenden Jahrzehnte. Neben Themes für Hulk Hogan, Bret Hart, The Rock oder Chris Jericho, zählt der Funeral March (auch Rest in Peace) des Undertakers zu seinen populärsten Kompositionen, die Johnston in Anlehnung an Frédéric Chopins Trauermarsch schrieb.
- Entwicklungs-Liga: siehe Development Territory
- Entwicklungsterritorium: siehe Development Territory
- Establishment: 1. Phase eines Match und diese hängt immer stark an der Vorgeschichte beider Kontrahenten ab, welche über die Storyline definiert wird. Wenn nicht anders vereinbart, betritt immer der Heel als Erster den Ring, welcher das Publikum durch sein Verhalten negativ auf sich einstimmen wird, sodass das Publikum erleichtert und begeistert ist, wenn das Babyface den Ring betritt. Bei unerfahrenen Wrestlern führt immer der Heel durch das Match, wodurch in diesem Fall immer ein erfahrener Wrestler den Heel darstellen wird. Hier treten meistens Lehrer gegen ihre Schüler an, was jedoch vom Publikum nicht wahrgenommen wird. Die Rollenverteilung („gut“ vs. „böse“) folgt hier einem einfachen Schema: Der Heel ist der deutlich der überlegenere, welcher rücksichtslos das Ziel verfolgen wird, das Match für sich zu entscheiden und sich dabei nicht scheut, auch unlautere Gegenstände wie Tische oder Stühle zum Erreichen seines Ziels einzusetzen. Das Babyface ist der deutlich unterlegene, welcher seine offensichtliche (körperliche) Schwäche durch versierte Technik und Schnelligkeit wettmachen wird.
Im Tag-Team-Bereich entspricht das Establishment dem des Single-Matches, nur mit mehreren Leuten.

## F
- Face: Wrestler oder Offizieller, der für das Publikum die Rolle des Guten einnimmt und Pops erhält bzw. erhalten sollte. Faces zeichnen sich durch das Unterstützen anderer Faces, Verteilen von Geschenken an das Publikum, einen fairen Kampfstil oder bestimmte Comedyeinlagen aus. Das böse Pendant des Faces ist der Heel.
- Face Bump: siehe Bump(en).
- Fallobst: Aus dem Boxsport übernommene deutsche Bezeichnung für einen Jobber. Wurde Anfang der 1990er Jahre bevorzugt von deutschen TV-Moderatoren verwendet, seither eher ungebräuchlich.
- False Finish: Moment eines Matches, bei dem das Publikum von dessen unmittelbarem Ende ausgeht, wenn z. B. ein Wrestler gepinnt wird und der Ringrichter zählt. Der scheinbar unterlegene Wrestler kann sich aber in letzter Sekunde vor der Niederlage retten und das Match fortsetzen. False Finishes sollen in der Endphase eines Matches die Spannung nochmals erhöhen.
- False Tag(s): siehe Blind Tag
- Federation: siehe Wrestling Federation
- Fehde: Ausgearbeitetes Storylineprogramm, bei dem mehrere Parteien – einzelne Wrestler oder sogar ganze Gruppierungen gegeneinander antreten. Ein Fehdenprogramm wird meist über einen relativ großzügigen Zeitraum von mehreren Monaten im Zuge einer Storyline mit Matches und anderen Showelementen aufgebaut.
- fehden: siehe Fehde
- Finish: 7. Phase eines Matches stellt den krönenden Abschluss des Comeback des Babyface dar. Das Finish sollte den Heel durch einen für diesen überraschenden Pin infolge eines Finishing Moves oder durch einen ebenso überraschenden Submissionhold vonseiten des Babyface ausgeführt werden.
Auch der Tag-Team-Bereich kennt diese Phase. In dieser sind beide Teams analog zum Single-Match wieder auf gleicher Augenhöhe und diese versuchen mittels Double Team Moves jeweils den Sieg einzufahren. Ist nichts anderes gebookt, werden die augenscheinlich (körperlich) unterlegenen Babyfaces das Match für sich entscheiden.
- Finisher: Aktion, mit der ein Wrestler seinen Gegner für gewöhnlich am Ende des Matches besiegen darf. Der Finisher soll die härteste Aktion des jeweiligen Akteurs darstellen und hat oft auch einen speziellen Namen.
- Finishing Move: siehe Finisher
- Five Star Match (auch ***** Match): Ein Match von außerordentlicher Qualität. Die Bezeichnung entstand durch die von Dave Meltzer etablierte Bewertung von Matches anhand einer Fünf-Sterne-Skala.
- Folk style wrestling: Traditionelles Ringen im englischsprachigen Raum. Entspricht vielfach dem Freistilringen und wurde Basis des späteren Catch as Catch can. Ihm übergeordnet war das sogenannte College wrestling.
- Forbidden object: siehe Foreign object
- Foreign object: Ein Gegenstand, der regelwidrig bei einem Brawl eingesetzt wird.
- Free Agent: Person ohne festen Vertrag. Wird nur für einzelne Matches gebucht (siehe auch Booking). Diese Person ist demnach nur ein freier Mitarbeiter.
- Freebird Rule: Regel, nach der ein aus drei (selten mehr) Wrestlern bestehendes Stable, das momentan einen Tag-Team-Titel hält, diesen in Titelmatches von zwei beliebigen Mitgliedern verteidigen lassen kann. Zuerst wurde die Regel von den namensgebenden Fabulous Freebirds eingeführt.
- Free Tournament: Ein offenes Wrestling-Turnier, das außerhalb der Storyline geführt wird und von verschiedenen Promotionen gemeinschaftlich veranstaltet werden kann. Es gelten keinerlei Zeitlimits und Beschränkungen. Bei diesen freien Turnieren gilt offiziell das sogenannte K.-o.-Prinzip. Diese Turniere zeichnen sich zum einen durch technisch hochklassige Wrestling-Matches und zum anderen durch besonders brutale Hardcore-Matches aus. siehe auch Shootfight Wrestling
- Freies Turnier: siehe Free Tournament
- Fuck up: siehe Botch

## G
- Gaijin: Ausländischer Wrestler in japanischen Promotionen. Diese treten oftmals als Heels an.
- Geschlossene Faust: siehe Closed fist
- Garbage wrestling / Garbage-Wrestling: Ursprüngliche Bezeichnung des Hardcore-Wrestlings. Diese wurde 1989/90 von Giant Baba für den Wrestlingstil der FMW eingeführt.
- Get juice: siehe Blading
- Getting color: siehe Blading
- Gimmick: Ring-Charakter, den ein Wrestler darstellt, um Fehdenprogramme und sonstige Storylines glaubwürdig zu verkaufen. Das Feld der möglichen Gimmicks ist sehr weit und mitunter behält ein Wrestler sein Gimmick über seine gesamte Karriere. Eines der bekanntesten Gimmicks im Wrestling ist das des Undertakers. Der Ausdruck wird auch häufig dafür benutzt, echte Ansichten und Handlungen eines Wrestlers von denen in der Storyline zu unterscheiden.
- Gimmick Match / Gimmick-Match: ein auf entsprechendes Gimmick angesetztes Match. Es muss punktgenau mit dem Gimmick des geplanten Siegers kompatibel sein und mit der jeweiligen Storyline einhergehen. So darf etwa ein Brawler nicht überwiegend als Techniker dargestellt werden, da die Zielgruppe (das Publikum) von diesem keine Technik, sondern vielmehr Schlagattacken und unfaire Aktionen erwartet.
- Gimmick Wire: Präparierter Stacheldraht der größeren Promotionen, bei denen der Stacheldraht bei Matches unter Hardcore-Regeln aus Blech oder Hartgummi besteht.
- Gold Dust Trio: Gruppierung um Ed „the Strangler“ Lewis, Joseph „Toots“ Mondt und Billy Sandow, die in den 1920er-Jahren Catch-as-catch-can-wrestling als Sports Entertainment etablierten. Dem Gold Dust Trio gelang es im Verbund mit ihnen befreundeten Promotern, das professionelle Wrestling für die Dauer einer Dekade zu dominieren. Siehe auch: Slam-bam Wrestling
- Golden Age: siehe Goldenes Zeitalter
- Goldenes Zeitalter: Höchste Ausprägung des Wrestling zum modernen Sports Entertainment, die unwiderruflich mit dem Aufstieg der damaligen WWF zum globalen Marktführer (ab 1980) verbunden ist.
- Gorilla-Position: Position des leitenden Backstagemanagers, direkt vor der Auftrittsrampe der Wrestler. Benannt nach Gorilla Monsoon.
- Grand Slam Champion: Steigerungsform des Triple Crown Champions und bezeichnet einen Wrestler, der zusätzlich zu den drei höchsten Titeln einer Wrestlingorganisation einen vierten, weiteren Titel der Organisation erringen konnte.

## H
- Headliner: Im Wrestling jener Wrestler, der für den Wrestlingveranstalter finanziell am erfolgreichsten ist und der in den Medien über die meisten Schlagzeilen verfügt. Um diesen wurden und werden zumeist erfolgreiche Fehden und Storylines aufgebaut. Zwischen den 1920er- und 1930er-Jahren galten auch weniger erfolgreiche Wrestler als Headliner, die sich regional bereits erfolgreich als Carnival Wrestler etabliert hatten und bei den regelmäßig stattfindenden Jahrmärkten ein breites Publikum anziehen und längerfristig an den Veranstalter binden konnten. Dort wurden sie im Rahmen des Slam-bang Wrestling dem Publikum vielfach als „Champion“ verkauft.
- Hair Match: Dem Verlierer werden nach dem Match die Haare geschnitten.
- Hardcore Division: In den späten 1990er- und frühen 2000er-Jahren etablierter Brand bei Pro-Wrestling und Sports Entertainment orientierten Promotionen, um dort ECW orientiertes Publikum an ihr eigenes Produkt zu binden. So führten beispielsweise WCW und WWF eigens eigene Hardcore Title ein, die sie im Rahmen der jeweiligen Storyline auskämpfen ließen und in der Regel an ehemalige ECW-Wrestler vergaben. Nach Konkurs der konkurrierenden ECW und dem Aufkauf von WCW durch WWF wurden die Hardcore-Titel eingestellt und nicht mehr vergeben.
- Hardcore Title: Untergeordneter Wrestling-Titel, der in den späten 1990er- und frühen 2000er-Jahren im Rahmen von Hardcore-Wrestling betonten Storylines vergeben wurde.
- Hardcore Wrestling / Hardcore-Wrestling: Wrestling, bei dem die meisten Regeln außer Kraft treten und oft Gegenstände wie Stühle, Leitern oder Stacheldraht zum Einsatz kommen. Es zeichnet sich durch besondere Brutalität und häufig blutige Matches aus. Als bedeutendste Liga des Hardcore-Wrestlings in den USA galt Extreme Championship Wrestling (ECW). Zu den bekanntesten Vertretern des Hardcore-Wrestlings zählen etwa Terry Funk, Sabu und Mick Foley.
- Head Booker: Führender Booker im Board of Directors, welchem letztlich die Abnahme und Genehmigung der vom BoD ausgearbeiteten Storylines und der an diesen involvierten Wrestler obliegt.
- Head Referee: siehe Chief Referee
- Head Writer: Maßgelbliches Mitglied im Creativ Team, welches letztendlich für die Erstellung des Scripts oder des Drehbuchs einer Storyline zuständig ist, das er zusammen mit anderen Writern erstellt. In Streitfragen zur Umsetzung ist dessen Entscheidung verbindlich. Der Head Writer wird in der Regel vom Veranstalter gestellt und durch einen erfahrenen Wrestler oder eines ehemaligen Offiziellen gebildet.
- Heat: 3. Phase eines Matches und die Fortführung des Heel-Anteils aus den Establishment. In dieser Phase wird der Heel lange Zeit eindeutig gegen das Babyface dominieren. Hier zeigt der Heel zumeist eine Reihe, und für das Publikum nicht nachvollziehbare, unsaubere Aktionen gegen dessen Gegner. Diese lassen naturgemäß diesen in der Publikumsbeliebtheit weiter steigen und das Publikum wird beginnen, mit dem Babyface mitzufiebern. Diese Phase kann bei Bedarf 1–2 vom Referee unterbrochen werden.
Im Tag-Team-Bereich wird in diesem Matchabschnitt Babyface 2 (als vermeintlich schwächstes Glied im Tag-Team) in der gegnerischen Ringecke von seinem Partner isoliert und von Heel A und B hart mit unfairen Aktionen bearbeitet. Hier werden gern auch Ablenkungsmanöver seitens der Heels eingesetzt, indem man den Referee zu Babyface 1 schickt, da dieses ohne gültigen Tag den Ring betreten hat.
Zweck der Phase ist, negative Publikumsreaktionen in Form von Buh-Rufen, Pfiffen oder anderen Missgunstbezeugungen, die Heels bei ihnen erzeugen. Der Begriff Heat wird zum Teil auch von Fans benutzt, wenn Wrestler innerhalb der Promotion für Ärger sorgen. In diesem Zusammenhang wird der Begriff vor allem in Internet-Foren benutzt.
- Heel: Wrestler, der für das Publikum die Rolle des Bösewichtes einnimmt und dafür Heat bekommt. Einen Heel kennzeichnet vor allem der (illegale) Gebrauch von Waffen, das Beschimpfen der Fans und anderer Wrestler, Ausruhen außerhalb des Ringes während des Matches und Tiefschläge gegen den Gegner. Die klassischen Arten des Heels sind der Foreign Heel, ein Ausländer, der den Veranstaltungsort beschimpft, der Monster Heel, ein großer, besonders muskulöser Wrestler, der Psychopath und selbstverliebte Wrestler mit narzisstischen Zügen. Das Gegenteil des Heels ist der Face.
- High-Flyer: Wrestler, der meist akrobatische Aktionen vom obersten Ringseil aus durchführt. In der Regel sind die ausführenden Wrestler von relativ kleinem und leichtem Körperbau. → Siehe auch: Cruiserweight.
- High-Flying: siehe High-Flyer
- Highschool wrestling: siehe Collage wrestling
- Hot Tag: 6. Phase eines Tag-Team-Matches und entspricht dem Comeback des Single-Matches. Babyface 2 versucht verzweifelt, einen Konter gegen einen oder gegen beide Heels zu vollziehen, um so endlich mit seinem Partner wechseln (Tag) zu können. Dieser wird nach erfolgtem Tag den sogenannten Clean House („Hausputz“) vollziehen, in dem es Babyface 1 gelingt, beide Heels (welche zuvor einige heftige Bumps vonseiten des eingetauschten Babyface 1 hatten einstecken müssen) kurzfristig aus dem Ring zu werfen. Auf diese Phase wird lange und gezielt hingearbeitet. Ist nichts anderes ausgearbeitet, findet der Hot Tag ausschließlich bei den Faces statt.
- Hook: Aktion, die einen Wrestler zum Sieg führt; siehe auch Submission Hold.
- Hooker: Wrestler, der die Fähigkeit besitzt, auch in einem echten oder auch offenen Match (wo das Ende des Matches nicht mit der vorgesehenen Storyline übereinstimmt) den Gegner durch entsprechende Griffe real kampfunfähig zu machen. Sie werden meistens eingesetzt, wenn ein Neuling zu übermütig wird oder Wrestler sich nicht an Absprachen halten. Ein bekannter Hooker war Lou Thesz. Heute sind echte Hooker im Wrestling nur noch selten anzutreffen.
- Hooker Match / Hooker-Match: Sonderfall innerhalb der Storyline. Diese Art von Matches wird allgemein angesetzt, wenn sich ein Wrestler oder ein Champion nicht an den abgesprochenen Handlungsstrang oder an die vom Matchmaker angeordneten Matchabläufe und Regeln hält, diese eigenmächtig abwandelt und so nicht nur die betreffende Show, sondern vielfach auch die Gesundheit aller Akteure gefährdet. In diesem Fall setzt das BOD mit Absprache mit dem Matchmaker ein Hooker Match an: Diese sind kein Teil der Storyline, sondern reale Auseinandersetzungen, bei denen der betreffende Wrestler durch einen ihm in allen Punkten überlegenen Gegner öffentlich abgefertigt wird. Bei Champions ist damit i. d. R. auch ein Titelverlust verbunden und der Hooker ist für eine gewisse Zeit der Übergangschampion, bis eine neue Storyline bezüglich der neuen Situation ausgearbeitet wurde. In großen Wrestling-Verbänden sind Hooker Matches heutzutage selten. Im Independent Circle sind diese jedoch öfters anzutreffen. Erkennbar sind solche Matches allgemein daran, dass der abzustrafende Wrestler zumeist im Rahmen einer Promo oder eines Interviews, welche im Rahmen der Show oder des Tournaments abgehalten werden, durch einen Offiziellen (hauptsächlich durch den Head Booker) unerwartet darüber in Kenntnis gesetzt wird, dass dieser noch am gleichen Abend ein Match bestreiten wird. Reale Hooker Matches zeichnen sich dadurch aus, dass der Kontrahent erst wenige Minuten vor Matchbeginn – meist wenn der Wrestler und der Referee schon im Ring sind – bekannt gegeben wird. So wird vermieden, dass sich der betreffende Wrestler auf seinen Gegner einstellen kann. Der Marktführer WWE und dessen größten Konkurrenten (All Elite, TNA, NWA) führen Hooker Matches allgemein als ein Element einer dementsprechenden Storyline, bei welchen der „Abzustrafende“ mit „knapper Not“ siegreich bleiben darf.
- Hope Spot(s): 4. Phase eines Matches. Dieser Match-Abschnitt gibt dem Publikum das Gefühl, dass das deutlich unterlegene Babyface doch eine reale Chance gegen den Heel hätte. Diese Phase kann vonseiten der Booker in einen kurzfristigen Matchanteil und in zwei längere Abschnitte gesplittet werden, die jeweils vom Heat des Gegners kurzfristig unterbrochen werden. Der Hope Spot muss zeitlich genau geplant und durchgeführt werden, da dieser Abschnitt den Schwung der Publikumsreaktion für sich nutzen und die Emotionen des Publikums überkochen lassen wird. Das Timing muss absolut stimmen. Nichts ist für ein Match schlimmer, wenn die geplante Publikumsreaktion nicht erreicht wird und diese Phase wirkungslos verpufft. Im Hope Spot lässt das Babyface seinen Gegner mehrfach ins Leere laufen und wird diesen durch schnelle Aktionen wie einen gegnerischen Sunset Flip oder einen gegnerischen Back Body Drop auskontern und damit die Pin-Versuche des Heels verhindern. Hier wird kurzfristig Phase 3 (Heat) wieder aufgenommen, die jetzt vom Heel aggressiv und brutal fortgeführt wird.
Im Tag-Team-Bereich folgen die Hope Spots dem des Single-Bereiches. Auch hier sollten anfänglich nur kleine Konter erfolgen. Vonseiten der Heels werden oftmals in diesem Matchabschnitt Blind Tags oder False Tags eingebaut.
- Houseshow: Veranstaltung, die nicht im Fernsehen übertragen oder auf DVD veröffentlicht und somit nur vom Publikum in der Halle gesehen wird.
- Hulking up: Kurze Phase in einem Match, in der sich ein unterlegener Face-Wrestler plötzlich innerhalb kürzester Zeit von den Aktionen seines Gegners erholt und selbst eine Offensive einleitet. Dabei no-sellt er die Moves des Gegners, die den oft mit starkem Gestikulieren unterstützten Hulk-up unterbrechen sollen. Der Ausdruck wurde von Hulk Hogan abgeleitet, da es in sehr vielen seiner Matches zu einer solchen Aktion kommt.
- Hybrid wrestling / Hybrid Wrestling: Wrestling-Variante, die sich durch diverse Einflüsse anderer Kampfsportarten auszeichnet.

## I
- Independent Circle: Die unabhängige Wrestling-Szene außerhalb der großen Verbände. Meistens auf die US-amerikanische und kanadische Szene bezogen.
- Independent Promotion: Kleinere Promotion, die keine oder kaum Pay-Per-Views veranstaltet und allgemein keine landesweite TV-Präsenz besitzt. Ihre Haupteinnahmequelle liegt in den Eintrittspreisen der meist monatlich abgehaltenen Veranstaltungen und in den eventuellen DVD-Verkäufen. Wrestler werden nicht fest verpflichtet, sondern nur pro Veranstaltung gebucht, sodass eine Indy-Liga bekanntere Wrestler höchst selten exklusiv unter Vertrag hat. Der Ausdruck selbst ist nicht eindeutig definiert, sodass z. B. oft grundsätzlich jede amerikanische Promotion außer dem Marktführer World Wrestling Entertainment als Independent bezeichnet wird, obwohl die Bezeichnung auf TNA und Ring of Honor mittlerweile nicht mehr zutrifft.
- Indys: siehe Independent Circle
- Interference: Eingreifen eines Wrestlers in ein Match, an dem er laut Storyline eigentlich nicht beteiligt ist. Eine Interference führt zu einer Disqualifikation des Wrestlers, zu dessen Vorteil der Eingriff geschieht. Dieses Eingreifen durch andere Wrestler wird oft benutzt, um vor Großveranstaltungen keinen der Protagonisten durch klare Niederlagen als schwächer darzustellen.
- Irish calling: Element des Shoots, mit echten Schlägen (geschlossene Faust) und Tritten sowie mit voller Kraft ausgeführte Aktionen. In den Frühanfängen des Pro Wrestlings überwiegend von irischstämmigen Wrestlern ausgeführt.
- IWA Invasion: Explizit ausgearbeitete Storyline, welche 2003 die reale Konkurrenz zwischen der Independent Wrestling Association Mid-South und von Combat Zone Wrestling beendete und deren enge Zusammenarbeit begründete.

## J
- Jahrmarkt-Catchen: siehe Carnival wrestling
- Job: Geplantes Verlieren eines Matches. Auch „den Job machen“ oder „jobben“ genannt.
- Jobber: Wrestler, der dafür bezahlt wird, gegen bekanntere Wrestler zu verlieren, um deren Motivation zu fördern und beim Publikum beliebter zu machen (zu jobben).
- Jobber Match: Ein Match, das nur von Jobbern ausgetragen wird.
- Joshi: siehe Joshi Puroresu
- Joshi Puroresu: Japanisches Frauenwrestling.

## K
- Kampfkarte(n): In der Anfangszeit eine interne Gliederung der Wrestler in diverse Gruppierungen, nach der sich Bezahlung und Titelchancen gliederte. Die CWA und die dort verpflichteten (deutschsprachigen) Wrestler betonten bis zur Auflösung des Verbandes stets die Wichtigkeit der erreichten Siege. Nur so könne man in der Rangliste, also in der unteren und mittleren Kampfkarte, aufsteigen und letztendlich zum Herausforderer des Champions werden. Gleichzeitig wurde betont, dass mit einem Aufstieg auch die Summe der erreichbaren Siegesprämie erhöhe. Kampfkarten wurden zu Werbezwecken auch veröffentlicht, um interessiertes Publikum auf bevorstehende Shows hinzuweisen. Die eigentliche Kampfkarte geriet mit dem Goldenen Zeitalter, verbunden mit dem Aufstieg der WWF zum Marktführer, in den großen Verbänden immer mehr in den Hintergrund und wurde schließlich offiziell fallengelassen. (→ Hauptartikel: Card)
- Kayfabe: Abmachung, dass die Wrestler und Offiziellen vor der Kamera (und zum Teil auch in der Öffentlichkeit) so tun, als würde alles im Wrestling echt sein. Ursprünglich eine Fantasiesprache, mit der Wrestler im Ring ihre Aktionen absprachen. Wurde auch als Codewort benutzt, wenn Marks in der Nähe waren. (→ Hauptartikel: Kayfabe)
- Kickoff-Show: siehe Pre-Show
- Kick-out: Unterbrechung eines Pin-Versuchs durch den unterlegenen Kontrahenten. Meistens erfolgt ein Kick-out erst, nachdem der Ringrichter bereits bis zwei gezählt hat – ein Kick-out bei eins demonstriert somit die zum Zeitpunkt des Pin-Versuchs noch besonders hohe Kondition des Wrestlers.
- K.-o.-Prinzip / Knock-out-Prinzip: Wichtiges Storyline-Element, bei dem es um die Etablierung wichtiger Titel wie Championships (in allen Stufen) oder Gimmicks (King of the Deathmatch, King of the Ring usw.) geht. Seinen Ursprung hat dieses Knock-Out-Prinzip im Catch As Catch Can, wo die originale World Heavyweight Wrestling Championship bis in die späten 1920er-Jahre in realen Kämpfen ausgefochten wurde. Schrittweise wurde das K..o.-Prinzip ab den späten 1930er-Jahren immer mehr zu einem reinen Storyline-Element, als begonnen wurde, Champions vertraglich fest zu booken. Obschon es heute allgemein bekannt ist, dass im Wrestling der Sieg eines Wrestlers über seinen Kontrahenten das Endergebnis eines vom BOD genau definierten Handlungsstrangs ist, wird der Begriff weiterhin für gewisse Veranstaltungen beibehalten.
- King of the Deathmatch / King of the Death Match: Analog zum WWE-Produkt King of the Ring ausgetragenes Tournament in dem sich dem Deathmatch Wrestling verschriebenen Independent Circle. Obschon offiziell einer Storyline folgend, ist dessen Planung aufgrund der erhöhten Gefahr, dass der ursprünglich gebookte Sieger durch schwerwiegende Verletzung längerfristig ausfallen könnte, deutlich flexibler gestaltet.

## L
- Legends contract: Spezialvertrag in großen Wrestlingverbänden. Altverdiente Wrestler und Manager unter Legendenstatus haben einen sehr großen Einfluss auf die Planung eines Matches. So können sich Inhaber eines Legendenvertrages ihren Gegner selbst aussuchen und über Sieg oder Niederlage entscheiden. Wrestler, die bei der WWE einen „Legendenstatus“ besitzen, können unter ihrem erfolgreichsten WWE-Gimmick auch in der unabhängigen Wrestlingszene (einschließlich der NWA) antreten, sofern Filmaufzeichnungen nicht öffentlich im TV ausgestrahlt werden.
- Light Heavyweight: Eine Wrestler-Gewichtsklasse, die ein bestimmtes maximales Gewicht besitzt (z. B. in der WWE 99,79 Kilogramm). Heute wird diese Gewichtsklasse kaum mehr beachtet (anders als die Cruiserweight-Klasse), doch es gab auch eigene Titel dafür (z. B. in der ehemaligen WWF die WWF Light Heavyweight Championship).
- Local Promotion: Untergeordnete Promotion, die einer Major Promotion angeschlossen ist. Diese Promotion ist unterhalb der assoziierten Promotion angesiedelt, da sie in der Regel nicht unter dem Banner des übergeordneten Promotion veranstaltet (siehe auch Associates).
- Lucha Libre: Mexikanisches Wrestling, das sich insbesondere durch seine High-Flying-Aktionen auszeichnet.
- Luchador: Bezeichnung für einen Wrestler aus Mexiko oder Puerto Rico, die sich auch außerhalb des Einzugsgebiets der Lucha Libre eingebürgert hat. Luchadores treten häufig maskiert an.

## M
- Main Event: Haupt-Match und Abschluss einer Wrestling-Veranstaltung. Im Main Event treten fast ausschließlich die größten Stars der Promotion (Main Eventer) oder die aktuellen World-Champions an.
- Major Promotion / Major Promotor: Wichtigste Promotion und deren Betreiber in einer bestimmten Region.
- Match: Das Match bildet das Hauptelement der Show, das Aufeinandertreffen zweier Wrestler oder Tag-Teams im Ring. Nach Sonderregeln kann dieses auch an anderen Orten stattfinden und wird gern von den Veranstaltern und vom Publikum als Kampf aufgefasst und bezeichnet. In der Regel verläuft der Ablauf eines Matches im Single-Bereich in sieben Phasen:
1. Establishment oder Opening
2. Shine
3. Heat
4. Hope Spot
5. Cut Off
6. Comeback und
7. Finish.
Auch der Tag-Team-Bereich umfasst sieben Phasen, die sich eng an denen des Single-Bereichs orientieren.
1. Establishment
2. Shine
3. Heat
4. Hope Spots
5. Cut Offs
6. Hot Tag und
7. Finish.
Ein Tag-Team-Match, zeichnet sich dadurch aus, dass sich anfänglich Heels A & B den Babyfaces 1 & 2 gegenüberstehen und diese provozieren. Das Timing muss in allen Phasen stimmig sein, sodass die Zielgruppe (Publikum) nicht die Lust an das Match verliert.
- Matchmaker: Ein vom BOD eingesetzter Mitarbeiter, der angesetzte Matches mit einzuhaltenden Regeln ausstattet, welche auch Sonderregeln sowie die Anzahl der zum Sieg benötigten Pin-Falls und gegebenenfalls ein Zeitlimit beinhalten können. Der vom BOD bestellte Matchmaker bleibt in der Regel als Person nach außen anonym und wird vor Einflüssen aus dem aktiven Roster geschützt. Zudem berichtet dieser ausschließlich an das BOD und kann zudem in die Disziplinarkommission einberufen werden.
- Mark: Fan, der sämtliche Vorkommnisse im Wrestling für echt hält; für den also das Kayfabe uneingeschränkt gilt. Marks legen gemeinhin besonderen Wert auf die Storylines und weniger auf die wrestlerische Qualität eines Matches. Unter Smart Marks werden Marks einerseits aus ebendiesem Grund oft belächelt; andererseits beneidet man sie häufig, da sie die Storylines vollkommen unbeschwert genießen und dabei mitfiebern können, ohne die Qualitäten der Gimmicks, Matches und Storylines in Frage zu stellen. Das Sports Entertainment der WWE zielt hauptsächlich auf Marks ab. Marks sind zu Zeiten des Internets allerdings eher selten geworden, da man selbst bei kleinsten Recherchen entdeckt, dass Wrestling nur Show ist. Das Wort Mark wird mittlerweile auch teils negativ für besonders eingefleischte Fans eines bestimmten Wrestlers, einer bestimmten Promotion usw. gebraucht.
- Manager: Optional eingesetzte Ringbegleiter eines Wrestlers, die in der Regel selbst im Ring nicht aktiv sind. Vielmehr begleiten sie ihren Schützling zum Ring und greifen laut Storyline mitunter zu dessen Gunsten ein. Speziell bei Wrestlern, die über wenig Charisma verfügen, nicht gut mit dem Mikrofon umgehen können, oder aus sonstigen Gründen wenig Reaktion erhalten, übernimmt der Manager auch die Interviews. Weibliche Manager werden üblicherweise Valet genannt.
- Member Organization: Vollmitglied einer Wrestling-Organisation, die als Federation konzipiert ist.
- Memphis Style: siehe Rasslin’
- Micwork: Fähigkeit eines Wrestlers oder Managers, mit dem Mikrofon umzugehen, also gute Interviews und Promos zu geben. Im Sports Entertainment können charismatische Wrestler durch gutes Micwork trotz eher eingeschränkter Wrestling-Fähigkeiten zu enormem Erfolg gelangen.
- Midcard: Mittlerer Bereich einer Veranstaltungskarte, in dem Wrestler antreten, die einen geringeren Status als die Main Eventer haben. Daher werden diese Wrestler auch Midcarder genannt. Es gibt oftmals eigene Titel für Midcarder, z. B. die WWE Intercontinental Championship.
- Midget: Kleinwüchsiger Wrestler, der hauptsächlich in den frühen Jahren des Wrestlings als zusätzliches Showelement agierte.
- Monday Night Wars / Montagskriege: Ära des amerikanischen Pro-Wrestlings im Mainstream-Fernsehen vom 4. September 1995 bis zum 26. März 2001, in der Monday Night Raw (später Raw Is War) der World Wrestling Federation (WWF; jetzt WWE) und Monday Nitro der World Championship Wrestling (WCW) jede Woche gegeneinander ausgestrahlt wurden und um die Nielsen-Einschaltquoten kämpften. Sie überschnitt sich weitgehend mit der Attitude Era, einer Periode, in der die WWF vom 9. November 1997 bis zum 6. Mai 2002 den Begriff „WWF Attitude“ verwendete, um ihr Programm zu beschreiben.

## N
- New Southern Style: siehe Rasslin’
- No Contest: Der anwesende Ringrichter erklärt ein Wrestling-Match zu einem No Contest, wenn laut der ausgearbeiteten Storyline kein Wrestler mehr in der Lage ist, dieses fortzuführen und er dieses Match abbrechen muss.
- No Show: Ein Wrestler kommt gewollt oder ungewollt nicht zu seinem eingeplanten Auftritt.
- No-selling: Eine Wrestler zeigt keine Reaktion auf gegen ihn gerichtete Aktionen. Letzteres kann im Rahmen der Storyline geschehen und Ausdruck besonderer Eigenschaften eines Gimmicks sein, aber auch als Shoots ein eigenmächtiges Sabotieren des Matches darstellen.

## O
- Officials: Die Offiziellen einer Promotion. Bestehen in der Regel aus den Promotoren, Bookern und den Referees. Diese vertreten die entsprechende Promotion nach außen.
- On-air presidency / On-air president: Federations, die über ein festes TV-Format verfügen, lassen diese on air über einen Storyline-basierten Präsidenten vertreten. Dieser wird in der Regel von einem Mitglied des Board Of Directors dargestellt, der in der Regel einem dort vertretenen kleineren Wrestlingveranstalter angehört. Bekanntestes Beispiel eines On-air-Präsidenten ist der Kanadier Jack Tunney, der als damaliger Chairman von MLP eng mit der WWF-Führung unter Vince McMahon zusammenarbeitete und von diesem in diese Position eingesetzt wurde. Tunney vertrat WWF nach außen, da WWF-Chairman McMahon zu dieser Zeit noch offiziell als Moderator agierte. Tunney oblag es zudem, für WWF-Wrestler und für das spätere WWE-Universum unangenehme Entscheidungen zu treffen.
- One fall: Übliche Ankündigung, dass der erste Pin das angesetzte Match beenden wird. Bis in die 1960er-Jahre war es üblich, dass Matches über drei Runden gingen und der gewann, der zwei Pins für sich entscheiden konnte. Nachdem die NWA und ihre Mitgliedsorganisationen über feste TV-Formate verfügten, begannen die ausstrahlenden Fernsehanstalten Einfluss auf die Länge der Matches zu nehmen, damit sie in deren Ausstrahlungskonzept passten. Um in der Sendezeit möglichst viele Matches unterbringen zu können, ging die NWA (und später alle anderen Wrestling-Organisationen) dazu über, Matches auf eine Runde zu begrenzen, indem sie erklärten, dass der erste Fall (one fall) das Ende der sportlichen Auseinandersetzung darstelle.
- Open fist / offene Faust: Faustschlag im Rahmen des vereinbarten Handlungsstrangs: Die Schlaghand wird augenscheinlich zur geschlossenen Faust gebildet, bleibt jedoch für das Publikum kaum ersichtlich leicht geöffnet.
- Opener: Erstes Match einer Wrestlingveranstaltung.
- Opening: siehe Establishment
- Outlaw Promotion / Outlaw Promotor: Zur Zeit der Aufrechterhaltung des Territorialprinzips der National Wrestling Association und der National Wrestling Alliance eine unerlaubt im Territorium veranstaltende Promotion und deren Verantwortlicher. Oftmals agierten so bezeichnete Wrestling-Veranstalter im Veranstaltungsgebiet als „Affiliate“ einer anderen einflussreichen NWA-Organisation. So auch die in Boston veranstaltende Promotion IWCCW unter den Brüdern Angelo und Joe Salvodi: Diese erklärten unerlaubt ihre Promotion zur Local Promotion der in Puerto Rico agierenden Promotion World Wrestling Council (WWC), die zum Einflussbereich der damaligen WWF gehörte. Führte ein Bruch des Territorialprinzips in der Vergangenheit einst zu ernsten Konsequenzen (Eintragung ins regionale Blackbook), was eine uneingeschränkte Veranstaltungssperrung im betreffenden Gebiet führte, übte die National Wrestling Alliance diesbezüglich eine gewisse Toleranz aus, wenn die Outlaw Promotion über ein in ihrem Territorium produziertes TV-Format mit einer gewissen Reichweite verfügte. Infolgedessen schlossen IWCCW und NWA später zahlreiche Kooperationsverträge, die in gemeinsamen Tournaments und von der NWA mitgetragenen TV-Formaten endeten und welche IWCCW letztlich zu einer regionalen Indepentend Promtion erklärten.
- Overness: Status eines Wrestlers beim Publikum. Ein Face ist over, wenn ihm zugejubelt wird, während einem Heel im besten Fall blanker Hass entgegenschlägt. Die angestrebte Overness zu erreichen, ist eine der wichtigsten Aufgaben eines Wrestlers und kann seine künftige Karriere entscheidend beeinflussen. Die Erzeugung ungewollter Publikumsreaktionen ist ein herber Rückschlag für einen Wrestler.
- Over-selling: Ein Wrestler zeigt eine übertrieben starke Reaktion auf einen Angriff seines Gegners und lässt diesen somit unglaubwürdig erscheinen. Da der choreografische Faktor des Wrestlings hierbei deutlich zutage tritt, kann Over-selling durchaus als eine Verletzung des Kayfabe angesehen werden. In den 1990ern war Over-selling öfter in Gebrauch, um die Macht von Riesen und magischen Gimmicks hervorzuheben. Deshalb sieht man bei einigen Wrestlern, wie Shawn Michaels, die ihren Höhepunkt in den 1990ern hatten, dieses Over-selling noch heute.

## P
- Paper Champion: Inoffizielle Bezeichnung eines World Champions, der de jure seinen Titel global, de facto jedoch doch nur im Rahmen seiner eigenen Promotion verteidigt. Die Ursprünge dieser Praxis lag in der damaligen National Wrestling Association (NWA): Dort war es seit den 1930er-Jahren üblich, dass Champions vertraglich an diese Promotion gebunden wurden und über fest definierte Einnahmen verfügten. Die Vertragsbindung sollte verhindern, dass amtierende Champions in anderen Promotionen ihre Titel aufs Spiel setzen und dort womöglich verlieren könnten. 1939 gab die damalige NWA die bisher in allen Promotionen ausgeübte Praxis auf, Titelmatches in realen Kämpfen auszutragen, nachdem zahlreiche Titelhalter und Titel-Kandidaten zum Wehrdienst bzw. für Einsätze des Zweiten Weltkriegs zu den Streitkräften eingezogen wurden. Sie begann nun, Championships im Rahmen einer Storyline zu booken und austragen zu lassen. Ursprünglich als Übergangslösung eingeführt, wurde diese Praxis nach Kriegsende beibehalten und schrittweise von anderen Wrestlingveranstaltern übernommen. Heute ist es in allen etablierten Wrestlingverbänden allgemeine Praxis, das Titelmatches nicht mehr real ausgetragen werden, sondern Produkte eines ausgefeilten Handlungsstrangs sind.
- Parts Unknown: Beliebte Bezeichnung, um den Herkunftsort eines mystisch anmutenden oder monströs wirkenden Wrestlers nicht präzise angeben zu müssen. Die Bezeichnung fand vornehmlich in den 1980er und beginnenden 1990er Jahren Verwendung, da in dieser Zeit die unter diesem Stichpunkt antretenden Charaktere meist ein Comic-bezogenes Gimmick erhielten. Am bekanntesten als Herkunftsort des Ultimate Warriors.
- Pillmanize: Um den Knöchel oder Arm eines Ringers (in Kayfabe) zu brechen, indem man ihn zwischen den Sitz und die Kopfstütze eines Stuhls legt und dann auf den Stuhl tritt. Benannt nach Brian Pillman, dessen echte Knöchelverletzung im Jahr 1996 in Kayfabe einem Angriff dieser Art von Stone Cold Steve Austin zugeschrieben wurde.
- Play-By-Play-Commentator: Kommentator, der das Ringgeschehen sachlich kommentiert. Den Gegenpart übernimmt dann häufig der Color-Commentator.
- Pop: Spontane Zuschauerreaktion, beispielsweise das Anfeuern eines Wrestlers.
- Presidency / Präsidentschaft: Der einflussreichste Major Promotor innerhalb des Board of Directors führt die ihm unterstellte Gesamtorganisation und diesem obliegt das letzte Wort bei umstrittenen Themen. Dieser vertritt die Promotion als Präsident nach außen.
- Powerhouse: Wrestler, der im Ring durch seine Körperkraft auffällt. Er führt entsprechende Aktionen aus, und oft wird dem Publikum seine kraftmäßige Überlegenheit gegenüber dem Gegner verdeutlicht.
- Pre-Show: Art der Vorberichterstattung insbesondere bei Pay-per-Views der größeren Promotions, die oftmals durch ein bis zwei Matches ergänzt wird.
- Producer: siehe Road Agent
- Promo: Interview, Rede oder Stellungnahme eines Wrestlers, die meist dazu benutzt wird, ein Fehdenprogramm verbal aufzubauschen.
- Promotion: Kleinere und mittlere Firmen, die Wrestlingveranstaltungen organisieren. Aus diesen entstand die heute einflussreichste in Form der US-amerikanischen WWE, welche heute die Position des globalen Marktführers innehat.
- Promoter: Betreiber einer Wrestling-Marketingfirma. Dieser ist meistens mit dem Chef-Booker identisch.
- Professional Wrestling: siehe Pro-Wrestling
- Pro Wrestling / Pro-Wrestling: Bezeichnung des hier behandelten Schaukampfs zur Unterscheidung vom klassischen (Amateur-)Ringen. Heute auch als Begriff zur stilistischen Abgrenzung zwischen dem unterhaltungslastigen und familienfreundlichen Sports Entertainment, wie er bei WWE praktiziert wird, und Promotions wie All Elite Wrestling und New Japan Pro-Wrestling, die eher den sportlichen und wettkampforientierten Aspekt bei der Gestaltung ihrer Shows betonen.
- Pro Wrestler / Pro-Wrestler: Akteur im professionellen Wrestling (Pro Wrestling). In den USA, Kanada und Mexiko dadurch gekennzeichnet, dass dieser sowohl eine von der verpflichtenden Promotion ausgestellte „Member Card“ (Mitarbeiter-Ausweis) als auch von der regionalen oder nationalen Sportkommission ausgestellte Lizenz besitzt, welche diesen als „Berufsringer“ auszeichnet. Diese Lizenz beinhaltet neben den persönlichen Daten auch den Namen des vertretenden Gimmicks.
- Puroresu: Japanisches Wrestling.
- Push: Karriereschub eines Wrestlers, der bei einem Push öfter als gewöhnlich in einer A-Show auftreten, gegen andere große Wrestler gewinnen und oftmals auch einen wichtigen Titel der Promotion, normalerweise erst einen Midcard- und anschließend einen World-Title erhalten darf.

## Q
- Queen of the Deathmatch / Queen of the Death Match: Analog zum King of the Deatchmatch ausgetragenes Tournament im Deathmatch-orientierten Frauen-Wrestling innerhalb des Independent Circle.

## R
- Rangliste(n): Internes Verzeichnis von Wrestling-Veranstaltern, in dem die Bezahlung und Aufstieg der Akteuere über Siegesprämien geregelt war. Es wurde in drei Kategorien klassifiziert: untere, mittlere und obere Kampfkarte. Ranglisten wurden auch zu Werbezwecken veröffentlicht, um interessiertes Publikum in bevorstehende Shows zu locken. Das Prinzip der Rangliste(n) wurde in den späten 1990er-Jahren fallengelassen. Siehe auch Card.
- Rasslin’: Auch als Wrasslin’, Southern Style oder genauer Memphis Style bekannt. Traditioneller, Storyline und Kayfabe betonter Wrestling-Stil, der v. a. im mittleren Süden Tennessees, Mississippi und Arkansas beliebt ist und dort bis heute über ein festes Stammpublikum verfügt. Das Match-Prinzip setzt sich im Allgemeinen mit weniger Squash-Matches und länger angesetzten Fehdenprogrammen zusammen und gilt heute der „neuere Southern Style“ und wich teilweise erheblich von den Stilen der Jim Crockett Promotions oder GCW ab, welcher diese Richtung eher als „Memphis Style“ bezeichnete, wo Rassin’ seinen Ursprung hatte. Überdies war es ursprünglich ein spöttischer Ausdruck (mit der Bedeutung „Grunzen und Stöhnen“) von Mainstream-Medien, wenn über traditionelles Pro-Wrestling berichtet und mit dem die Akteure und das Publikum stereotypisiert wurden.
- Referee: Ringrichter einer Promotion.
- Referee Bump / Ref Bumb: Spezielle Variante eines Bumps, bei der der Ringrichter scheinbar zu Schaden kommt oder kurzfristig außer Gefecht gesetzt ist.
- Regelwerk: Offizielle Richtlinien, die für Matches und Tournaments verbindlich sind. Heute global standardisiert. Es diffiniert alle erlaubten und unerlaubten Aktionen. Verboten sind Haareziehen und Griffe in Mund und Nase, direkte Schläge auf die Augen oder den Kehlkopf, Schläge mit geschlossener Faust, Kratzen und Beißen sowie das Umbiegen einzelner Gliedmaßen. Ferner sind verboten Griffe mit Hilfe der Bekleidung des Gegners und Eingriffe nicht mittelbar am Match beteiligter Personen und Aktionen mit Gegenständen jeglicher Art. Ausnahmen sind, wenn diese Aktionen im Rahmen eines Gimmick-Matches (Hardcore/Deathmatch) vom zuständigen Matchmaker abgesegnet wurden. Im Regelwerk wird zudem eindeutig die Kampffläche definiert, die durch das Innere des Rings gebildet wird. Die Ringbeseilung gehört nicht dazu. Daher sind innerhalb von vier Sekunden alle Griffe zu lösen oder Aktionen zu beenden, wenn der Gegner es schafft, ein Ringseil zu berühren (Rope break). Das Regelwerk legt überdies fest, wie der Pin-Fall zu erfolgen hat, wann eine Disqualifikation oder ein Countout sowie ein KO bzw. ein TKO zu erfolgen hat. Im Regelwerk ist zudem festgelegt, dass allen Anweisungen des Referees unbedingt Folge zu leisten ist. Bei schwerwiegenden Regelverstößen ist der Referee berechtigt, das Match als No Contest zu bewerten und dieses zu beenden. Bei Tag-Team-Matches sind der erlaubte Wechsel und die erlaubten Aktionen festgelegt, die im Wesentlichen den Vorgaben des Single-Matches folgen. Das BOD behält es sich vor, bei schwerwiegenden Regelverstößen eine Disziplinarkommission einzusetzen, die aus dem Chairman des BODs, dem Matchmaker und drei vom aktuellen Roster durch Loswahl ausgewählte Angehörige (Wrestler) gebildet wird, welche dann über Sanktionen entscheidet.
- Ring Rust: Fehlende Wrestling-Praxis eines Athleten, der beispielsweise nach einer Verletzungspause in den Ring zurückkehrt. Ein hohes Maß an Ring Rust kann zu einer erhöhten Zahl von Botches führen.
- Ringrichter: siehe Referee
- Ringsprecher: siehe Announcer
- Road Agent: Person, die mit aktiven, meist jungen Wrestlern einer Promotion trainiert und mit ihnen die Abläufe für Matches oder andere geplante Auftritte bespricht. Auch vermittelt der Road Agent häufig zwischen dem Management und den Wrestlern. Road Agents sind meist ehemalige, erfahrene Wrestler oder Ringrichter.
- Rope break: Aktion eines von der Niederlage bedrängten Wrestlers, in dem er das Cover seines Gegners unterbricht; hier kann dieser in die Ringseile greifen oder ein Bein auf bzw. unter ein Ringseil legen. Nach den Matchvorgaben des Matchmakers müssen nun alle Aktionen innerhalb von vier bis fünf Sekunden unterbrochen bzw. Submission holds gelöst werden. Bestanden lange Zeit in den verschiedenen Promotionen diverse Regelwerke, so ist es dort seit den späten 1950er-Jahren üblich, dass deren Regelwerke mit dem der National Wrestling Alliance (NWA) (als damaliger Marktführer) übereinstimmen müssen. Nach Ablösung der Marktführerschaft durch WWE gilt global deren Regelwerk, welches auch den Rope break definiert und welches heute auch (in Nuancen abweichend) auch in der NWA angewandt wird. Durch Übernahme des WWE-Regelwerks durch außeramerikanische Promotionen in Mexiko, Frankreich, Deutschland oder Japan herrscht heute eine gewisse Standardisierung vor.
- Roster: Aktiver Wrestling-Kader einer Promotion, der aus Wrestlern und Offiziellen besteht. Der Kader kann durch einen Roster split unterteilt werden; so unterhält beispielsweise die WWE mit RAW, SmackDown! und WWE NXT derzeit drei Roster. Diese bilden jeweils auch ein gleichnamiges TV-Format.
- Royal Strong Style Wrestling / Royal Strong Style: Von Antonio Inoki weiter entwickeltes Strong Style Wrestling. Wurde Ende der 1980er-Jahre von Atsushi Onita zur Basis jener extremen Wrestling-Richtung genommen, die heute als Deathmatch Wrestling bekannt ist.
- Rulebreaker: Wrestler, der sich seiner Storyline nach über die bestehenden Regeln hinwegsetzt und seine Kontrahenten beispielsweise mit verbotenen Gegenständen attackiert. Ein Rulebreaker wird oftmals gleichzeitig als Heel dargestellt, um die Rolle glaubwürdiger aussehen zu lassen und die Zuschauerreaktion zu verstärken.
- Run-In: Oft unfaires Eingreifen eines Wrestlers in ein Match. Führt im Normalfall zur Disqualifikation des nicht Angegriffenen.

## S
- Save / den Save machen: Ein Wrestler kommt zum Ring, um eine unfaire Aktion zu beenden. Folgt oft direkt auf einen Run-In.
- Screwjob: Vorfall, der aus Sicht der beteiligten Wrestler auf unerwartete und unabgesprochene Weise endet. Dabei wird entgegen vorheriger Absprache ein Wrestler durch die Führung einer Promotion absichtlich benachteiligt. Die bekanntesten Beispiele waren Wendi Richter und Bret Hart, die 1985 und 1997 vom Promoter Vince K. McMahon offen und entgegen der ausgearbeiteten Storyline hintergangen wurden.
- Schulterklopfer: siehe Back-slapper
- Selling: Reaktion eines Wrestlers auf eine Aktion des Kontrahenten und somit einer der wichtigsten Bestandteile des Wrestlings. Ein Kontrahent hat die Aufgabe, die Aktionen realistisch, aber nicht zu übertrieben zu verkaufen. Zu spektakuläre Reaktionen auf einen Move werden als Over-selling bezeichnet.
- Shine: 2. Phase eines Matches. Dieser Teil ist nur sehr kurz gehalten und kann aus Gründen des Zeitmangels, z. B. wenn das Match nur auf eine Dauer von 15 Minuten angesetzt ist, komplett wegfallen, da dieser nur einen untergeordneten Charakter aufweist. Beim Shine geht das Babyface „over“ und dominiert den Heel für eine kurze Zeitspanne. Dieser Abschnitt dient dem Spannungsaufbau des Matches. Der Heel nimmt in dieser Phase einige Bumps (Aktionen) seines Gegners und versucht Pin-Versuche mittels Aktionen wie Schoolboy oder Magistral Cradle, welche in dieser Phase erfolglos bleiben werden.
Im Tag-Team-Bereich orientiert sich diese Phase am oben stehenden Verlauf des Single-Bereichs: Hier gehen entweder Babyface 1 oder sowohl dieses als auch Babyface 2 mit ein paar schnellen Wechseln „over“.
- Siegerprämie(n): Bis zum Fallenlassen innerhalb der offiziell veröffentlichten Kampfkarten und Ranglisten wurde die Booking-Bezahlung bei Veranstaltungen über die Siegesprämie entrichtet. Darüber hinaus konnte diese bei Shows noch durch einen Bonus in Form einer offiziell überreichten Siegesprämie ergänzt werden.
- Silver age: siehe Silbernes Zeitalter
- Silbernes Zeitalter: Nach heutiger Auffassung die Zeitspanne zwischen 1948 und 1980, die v. a. durch das Wrestling der NWA geprägt wurde.
- Slam-bang Western Style / Slam-bang Wrestling: Früheste Form des modernen Sports Entertainment, welche eng mit dem Begriff Gold Dust Trio verbunden ist und welches aus Ed „the Strangler“ Lewis, Joseph „Toots“ Mondt und Billy Sandow gebildet wird. Es stellt einen Hybrid des klassischen Ringens dar, welcher diverse Einflüsse aus anderen Kampfsportarten (Boxen, Judo, Karate usw.) aufweist. Diese Art von Wrestling wurde v. a. mit dem späteren Catch as Catch can (Freistil, wo de facto alles erlaubt war) verbunden und zeichnet sich durch die Anwendung von Aktionen wie dem Bodyslam, dem Suplex oder verschiedenen Karate-Kicks aus. Diese Wrestling-Variante war v. a. im mittleren Westen populär und wurde vielfach auch als Carnival Wrestling (Jahrmarkt-Catchen) bezeichnet, bei dem es sich erstmals um sogenannte worked matches (Storyline) handelte, die in den 1920er-Jahren aufkamen. Slam-bang Wrestling wurde in den 1920er-Jahren aus der Notlage heraus entwickelt, dass sich das Publikum nicht mehr für das traditionelle Catch as Catch can interessieren wollte, da sich dieses zur damaligen Zeit noch zu sehr am griechisch-römischen Ringstil orientierte. Auch war dem Publikum die damalige Matchdauer (drei Runden und pro Runde etwa 60 Minuten) zu lang, da mit Pausen zwischen den Runden (rund 10 Minuten) durchaus mit einer Kampfzeit von viereinhalb (und im Falle einer Verlängerung in der letzten Runde) bis fünf Stunden zu rechnen war. Das Gold Dust Trio begann, die Dauer der Matchrunden auf jeweils 30 Minuten und die Pausenzeit auf jeweils auf zwei bis drei Minuten zu verkürzen und die gesamte Kampfzeit auf etwa 96 bis 100 Minuten zu straffen. Auch führte das Gold Dust Trio im Slam-bang Wrestling eine Einteilung der Akteure durch: a.) Uppercard mit den Champions, Herausfordern und potenziellen Titelanwärtern, b.) Midcard mit talentierten Wrestlern, die durchweg durch ihre Leistung, das Publikum zu begeistern wusste, und denen man spätere Titel zumutete und c.) jenen Wrestlern, die als Undercard nur ihren „Job“ zu machen hatten – den heutigen Jobbern. Diese Card-Dreiteilung ist heute bei allen Wrestlingveranstaltern (etabliert oder unabhängig) verbindlich.
- Shoot: Aktion, die sowohl gegen die Planungen des jeweiligen Bookers oder Promotors als auch gegen das vom Matchmaker festgelegte Regelwerk verstößt. Dieses kann beispielsweise durch nicht abgesprochene, harte Aktionen innerhalb des Matchablaufs (Irish calling) oder durch sehr offene und kritische Interviews oder Promos geschehen. Im Gegensatz dazu steht der Worked Shoot, welcher lediglich den Anschein eines Shoots erwecken soll, der aber vollständig von der ausgearbeiteten Storyline gedeckt ist.
- Shoot Fight: Außer Kontrolle geratenes Match, in dem sich die Kontrahenten bewusst verletzen wollen, um das Match zu ihren Gunsten zu entscheiden.
- Shoot Fighter: Wrestler, der seinen Kontrahenten außerhalb der ausgearbeiteten Storyline bewusst verletzt.
- Shoot Fight Style: Variante der Matchführung, die offensichtlich auf das bewusste Verletzen der Wrestler ausgelegt ist. Diese ist zwischen dem Hardcore-Wrestling und den eigentlichen Death-Matches angesiedelt und war in den 1990er-Jahren in Japan populär (siehe auch Worked Shoot).
- Shootfight: siehe Shootfight Wrestling
- Shoot Fight Style: Hybrid aus japanischen Royal Strong Style Wrestling und diversen Kampfsportarten. Wird im Rahmen einer zuvor ausgearbeiteten Storyline ausgeführt und soll dem Publikum vermitteln, dass es sich hierbei um echte sportliche Auseinandersetzungen handelt. Offiziell als Free Tournament außerhalb jeder Storyline laufend, gehört Shoot Fight Style zu den worked Matcharten.
- Shootfight Wrestling / Shootfight-Wrestling: Offenes und an keiner Storyline gebundene Wrestling-Variante, die im Wesentlichen auf Catch as Catch can basiert und durch zahlreiche MMA-Elemente angereichert ist. Stellt die letzte Entwicklungsstufe des Shoot Wrestling dar. Gleich dem MMA treten im Shootfight Wrestler mit Ringer-Hintergrund gegen Kontrahenten an, welche über Judo-, Karate- oder Boxer-Erfahrung verfügen. Im Shootfight herrschen strenge Regeln, doch ist dieses – im Gegensatz zu üblichen Matches – ohne Zeitlimit und gelten als Free Tournaments, d. h. dass im Shootfight im Vorfeld kein Sieger feststeht. Beim Shootfight Wrestling handelt es sich also um eine reale sportliche Auseinandersetzung. Unmittelbarer Vorläufer war der in den 1990er-Jahren v. a. in Japan aufgekommene Shoot Fight Style, der seine Basis im Royal Strong Style Wrestling hatte und sich im ostasiatischen Raum großer Beliebtheit erfreute.
- Shoot Wrestling: Hybrid aus Strong Style Wrestling und MMA. Es handelt sich hierbei um worked Matches, die streng einer ausgearbeiteten Storyline folgen. Over- und non-selling sind beim Shoot Wrestling verpönt und dieses zeichnet sich v. a. durch harte Schläge und Tritte aus. Einen wesentlichen Teil des Shoot Wrestling macht Mat Wrestling (Grappling) aus. Ziel ist es, dem Publikum einen äußerst real wirkenden Showkampf darzubieten, dessen Ziel es ist, den Gegner mittels Submission (Hook) zur Aufgabe zu zwingen. Nur in den wenigsten Fällen reicht hier der Pin zum Sieg.
- Shoot Promotion / Shoot Promotor: Wrestlingverband oder Wrestlingveranstalter, der sich willentlich über mit anderen Promotionen abgeschlossene Territorial-Verträge hinwegsetzt, indem dennoch territorial expandiert wird. Bekannte Shoot Promotoren waren Fred Kohler (Madison Athletic Club, NWA), Joe „Toots“ Mondt (Capitol Wrestling Corporation, NWA), Jim Barnett und Johnny Doyle (Barnett-Doyle Corporation, NWA), Bob Geigel (World Wrestling Alliance, nach NWA-Austritt), Jim Crockett Jr. (Jim Crockett Promotions, NWA) und Vince McMahon (World Wrestling Federation, v. a. nach dem NWA-Austritt).
- Smart Mark: Fan, der zwar nicht direkt im Wrestling-Business involviert ist, aber dennoch ein relativ hohes Maß an Insider-Wissen besitzt. Ein Smart Mark setzt sich über das Kayfabe hinweg und beurteilt Matches und Storylines aus anderen Gesichtspunkten, als es die meisten größeren Promotionen vorsehen. Die Anzahl an Smart Marks wuchs durch die Verbreitung des Internets sehr stark an. Obwohl große Promotionen wie World Wrestling Entertainment und Total Nonstop Action Wrestling nach wie vor hauptsächlich auf Marks abzielen, werden mittlerweile häufig Details in die Storylines eingearbeitet, die nur Smart Marks auf Grund ihres Hintergrundwissens verstehen können. Andere Promotionen wie Ring of Honor zielen z. B. durch den Verzicht auf unglaubwürdige Storys und die Konzentration auf das Wrestling an sich hauptsächlich auf Smart Marks ab.
- Special Referee: Eine bestimmte Person – meistens ein ehemaliger Wrestler, aber zum Teil auch Schauspieler oder andere Prominente – übernimmt für ein Match die Rolle des Schiedsrichters. Meistens sind die special referees besonders in die Fehde der beiden rivalisierenden Wrestler eingebunden und greifen für eine Partei in das Match ein oder sorgen für ein regelwidriges Ende. Sie werden entweder von einem Wrestler vorgeschlagen oder von den Offiziellen der Promotion festgelegt. In der WWE stellte z. B. Shawn Michaels mehrmals den special referee dar.
- Southern Style: siehe Rasslin’
- Spot: Exakt geplante Aktion oder Aktionsabfolge, die darauf abzielt, beim Publikum eine bestimmte Reaktion hervorzurufen. Aktionen, die sehr spektakulär sind und das Publikum besonders mitreißen, werden auch als High Spots oder Money Spots bezeichnet.
- Squash: Einseitiges Match, in dem ein Kontrahent als deutlich überlegen dargestellt wird und häufig ohne nennenswerte Gegenwehr seines Gegners in kurzer Zeit gewinnt. In den 1980er und 1990er Jahren wurden Squash-Matches oft benutzt, um dem Publikum das Gimmick oder die Techniken eines Wrestlers näherzubringen. Dabei trat der squashende Wrestler gegen einen relativ unbekannten anderen Wrestler an. Heutzutage werden Squash-Matches meistens dazu benutzt, einen Wrestler dem Publikum als unbezwingbaren Monster Heel zu verkaufen.
- Sports Entertainment: Eigenbezeichnung der WWE für ihre Wrestling-Auffassung. Sie bezieht sich damit auf den hohen Anteil von mit Elementen einer Soap Opera durchsetzten Storylines, die mit einer athletischen Choreografie kombiniert werden. Sports Entertainment dient zur reinen Unterhaltung. Der Ausdruck wird von Fans häufig auch auf andere Ligen wie TNA bezogen und als Abgrenzung zu mehr auf das Pro-Wrestling an sich fixierten Promotions wie All Elite Wrestling, New Japan Pro-Wrestling oder Ring of Honor verstanden.
- Stable: Gruppe von Wrestlern, die laut der ausgearbeiteten Storyline miteinander verbündet sind. Oft ist Sinn und Zweck eines Stables der Aufbau jüngerer Wrestler durch die intensive Zusammenarbeit mit erfahreneren Wrestlern und das Entwickeln von Fehden und Storylines. Eines der einflussreichsten frühen Stables waren die Four Horsemen. Weitere bekannte Stables sind New World Order, D-Generation X oder The New Day.
- State Athletic Sport Commission: Regionale Sportkommission in den Vereinigten Staaten. Ist oberste Sportinstanz in den USA und in allen Bundesstaaten vertreten. SASCs überwachen die Einhaltung der von der US-Regierung herausgegebenen Vorgaben sowie die Sperrung von Sportlern. Dafür gibt die Sportkommission das sogenannte Blackbook heraus. Die Sportkommission ist auch für die Anerkennung von Vereinen und Promotionen zuständig. Durch Verleihung einer Lizenz von Seiten der SASC gelten diese als gegründet. Eine erteilte Lizenz kann aber auch wieder von ihr entzogen werden.
- Stiff: Besonders hart ausgeführte Aktionen werden als stiff bezeichnet. Bekannt ist diese Art des Wrestlings vor allem aus Japan und Großbritannien.
- Stipulation: Festgelegte Art oder Aktion, wie ein Match – abweichend vom Three-Count – siegreich beendet werden kann. Ein Tables-Match kann mal beispielsweise laut Stipulation nur dadurch gewinnen, indem man den Gegner durch einen Tisch wirft und dieser zerbricht (siehe Liste der Wrestling-Matcharten).
- Storyline: Drehbuch oder Scripts mit den Geschichten, die um einen Wrestler (und dessen Gegner) aufgebaut werden.
- Strong Style / Strong Style Wrestling: Wrestlingstil, der sich unter Antonio Inoki zum japanischen Shoot Wrestling weiterentwickelte und dort in der Folge als Royal Strong Style Wrestling bekannt wurde. Seit 2005 in Japan als Strong Style Pro Wrestling bekannt. Aus dem amerikanischen Shoot Wrestling heraus entwickelte Stu Hart das heutige Canadian Strong Style Wrestling. Hart wurde von einem einflussreichen Mitglied des Gold Dust Trios, Joseph „Toots“ Mondt, welches in den 1920er- und 1930er-Jahren das Pro Wrestling dominierte, im Shoot Wrestling ausgebildet und formte dieses schließlich zur kanadischen Variante um. Allen Varianten des Strong Wrestling ist gemein, dass dieses ein Hybrid darstellt, welches sich nicht nur aus anspruchsvollem Grappling, sondern auch durch zahlreiche Elemente diverser Kampfsportarten wie Martial Arts zusammensetzt. Harte Schläge und Tritte sowie schmerzhafte Submission holds gehören im Strong style zum Standardrepertoire, und das traditionelle Catch Wrestling bildete die solide Grundlage. Bekannte Vertreter dieser Ausrichtung sind Antonio Inoki, Frank Gotch, Chris Benoit, Stu und Bret Hart, Owen Hart, Billy Robinson oder Tiger Mask sowie Shinsuke Nakamura. Strong style zeichnet sich darüber hinaus aus, dass over- und non-selling unerwünscht sind, sondern dass das ganze Match durch „Realität“ geprägt ist. Der Japaner Atsushi Onita nahm Ende der 1980er-Jahre Strong Style Wrestling und das daraus entwickelte Shoot Wrestling zur Basis des in seiner Promotion ausgebildeten Deathmatch Wrestling.
- Submission: (dt. „Unterwerfung“) Aufgabe eines Wrestlers während des Matches, wenn er sich nicht aus einem Aufgabegriff des Gegners befreien kann. Dabei klopft der unterlegene Wrestler mit der Hand mehrmals auf den Boden des Rings (engl. to tap out), woraufhin der Ringrichter das Match abläuten lässt und der Wrestler, der abgeklopft hat, verliert. Zum Teil kann ein Match nur durch Submission gewonnen werden, siehe dazu auch die Liste der Wrestling-Matcharten.
- Submission Hold: Schmerzhafter Aufgabegriff inform eines Hooks, welcher ein Match beendet.
- Suborganisation: siehe Affiliate

## T
- Tag: Abklatschen zwischen zwei Mitgliedern eines Teams, wodurch sich der außenstehende Wrestler einwechselt und der sich im Ring befindende Wrestler auswechselt.
- Tag Team: Team aus zwei oder mehr Mitgliedern, die während des Matches durch Abklatschen in den bzw. aus dem Ring wechseln.
- Talent Scout: siehe Road Agent
- Talents: siehe Roster
- Territory / Territorium: Zur Zeit der klassischen Gebietsaufteilung einer Federation das explizit einer Major Promotion zugeteilte Gebiet.
- Territorialprinzip: In den 1930er-Jahren wurde von der National Wrestling Association ein territoriales Prinzip etabliert, dass ein bestimmtes Gebiet vertraglich einer Mitgliedsorganisation zur Betreuung und Verwaltung übergeben wurde. Die Verletzung dieses Prinzips wurde m. u. hart sanktioniert. Später von NWA und AWA übernommen und ausgebaut.
- Three-Count: Erfolgreicher Pinfall. Der Name leitet sich vom dreimaligen Schlagen auf den Ringboden durch den Ringrichter ab.
- Time Keeper: Zeitnehmer. Läutet nach Ringrichter-Anweisung die Ringglocke. Überbleibsel der bis in die 1980er Jahre üblichen Matchansetzung auf mehrere Runden vorbestimmter Länge und Siegerfestsetzung durch ein Kampfgericht.
- Titel: siehe Championship
- Title-Run: Regentschaft in der ein Wrestler einen Titel trägt. Zu den größten Title-Runs zählt mit knapp 8 Jahren (2803 Tage) jener von Bruno Sammartino als WWE World Champion (1963–1971).
- Tournament / Title Tournament: Ursprünglich eine Veranstaltung (Show) einer Promotion; vielfach wurde diese Bezeichnung im Independent Circle beibehalten, obgleich die Begriffsbedeutung „Turnier“ heutzutage nicht mehr zutreffend ist. Dort werden Tournaments auf ein bis drei Tage angesetzt. Im Rahmen einer wichtigen Storyline jedoch kann ein Tournament bis zu sechs Wochen dauern (CWA). Seinen Ursprung besitzt der Begriff in der damaligen National Wrestling Association und wurde in der Folgezeit von nachfolgenden Wrestling-Verbänden übernommen. Damals wie heute wurden und werden v. a. die Etablierung sowie die Vereinigung von Meisterschaftstiteln (Championships) unter dem Begriff Title Tournament verstanden. Allen Tournaments gemeinsam ist, dass diese offiziell unter dem K.-o.-Prinzip ausgetragen werden.
- Triple Crown Champion: Wrestler, der es geschafft hat, in seiner Karriere die drei höchsten Titel einer Wrestlingorganisation zu erhalten.
- Turn: Wechsel eines Wrestlers vom Face- zum Heel-Status oder umgekehrt. Ein Turn kann sowohl überraschend durch eine bestimmte Aktion innerhalb eines Angles geschehen (hard turn), aber auch langfristig in vielen kleinen Schritten ablaufen (soft turn). Oft bedeutet ein Turn gleichzeitig einen Gimmick-Wechsel, wobei dies nicht zwingend ist. Ein Beispiel ist Sheamus, der zunächst als Heel auftrat, ab seinem Gewinn der WWE United States Championship am 14. März 2011 gegen Daniel Bryan jedoch zu einem Face umgeschrieben wurde. Der Grund hierfür war, dass seine Auftritte sowohl bei Marks als auch bei Smart Marks immer wieder zu spontanen Pops führten und die Versuche der WWE, ihn unter Einsatz von Canned Heat als Heel darzustellen, im Internet als Betrug entlarvt wurden.
- Tweener: Wrestler, der sowohl Aspekte eines Face als auch eines Heels in sich vereint, dessen Ausrichtung also nicht eindeutig zugeordnet werden kann. Ein Tweener tritt häufig sowohl gegen Faces als auch Heels an und wird trotz des Verwendens illegaler Taktiken vom Publikum bejubelt. Als erster Tweener gilt Superstar Billy Graham.

## U
- Ultraviolent Entertainment: Hardcore-bezogene und äußerst gewaltbetonte Auslegung des Pro-Wrestling. Der Begriff wurde von der Promotion Combat Zone Wrestling geprägt und wird nur von dieser verwendet.
- Ultraviolent Underground Championship: 2005–2012 vergebener Wrestling-Titel, der eigens für CZW entwickelt und auch nur dort vergeben wurde. Entstand bei CZW im Rahmen zur Vorbereitung des Tournament of Death, um schon vor dieser Veranstaltung beim Publikum einen möglichen Sieger zu generieren.
- Umbrella Organization: Dachverband, der als Schirmherr verschiedener Promotionen auftritt.
- Undisputed World Champion: Wrestler, der mehrere World Titles in sich vereint. Wird meistens ausgerufen, wenn mehrere Promotionen sich einer Major Promotion anschließen.
- United Wrestling Network (UWN): Im Oktober 2013 unter David Marquez gegründeter Wrestling-Dachverband, welcher mit dem Besitzerwechsel der damaligen NWA nicht einverstanden war. Zu den ursprünglichen zehn Gründungsmitgliedern traten bis 2020 weitere acht Wrestlingorganisationen der von Marquez geführten Organisation bei. Heute umfasst UWN lediglich die von Marquez geführten Promotionen Championship Wrestling From Hollywood und Championship Wrestling From Arizona.
- Unsanctioned Match: Eine Matchart, von der sich die Officials einer Promotion offiziell distanzieren. Gilt der ausgearbeiteten Storyline nach als offen und gibt den betroffenen Akteuren die Möglichkeit, ihr Match gewalt- und risikoreicher zu gestalten, da das offizielle Regelwerk der Promotion in einem solch angesetzten Match nicht gilt. So werden im Prinzip so angesetzte Matches auch wie Hardcore-Matches aufgezogen. Wurde Ende der 1990er Jahre von Seiten der ECW mehrmals angesetzt, um dem offiziell gesperrten Wrestler Sabu während seiner Sperre die Möglichkeit zu geben, in der ECW aufzutreten. Die Besonderheit in der ECW war jedoch, dass es sich hierbei um echte freie Matches handelte, da Sabu unentgeltlich gegen seine Kontrahenten antrat. So wurde beispielsweise das Fehdenprogramm Justin Credible vs. Sabu mit einem solchen Match abgeschlossen.
- Up-fuck: siehe Botch
- Uppercard: Bereich einer Show an der Schwelle zum Main-Event. Hier treten Wrestler an, die zwar einen etwas geringeren Status als die Main-Eventer haben, jedoch kurz vor ihrem Durchbruch stehen.

## V
- Valet: Weibliche Ringbegleitung eines Wrestlers, die meist die Funktion einer Managerin ausübt.
- Vakant: Ein aktueller Wrestling-Titel wird von keinem Wrestler getragen. Im Rahmen der Storyline kann einem Wrestler aus einem beliebigen Grund der errungene Titel aberkannt und dieser für ein Ausscheidungs-Turnier ausgeschrieben werden. Dauerhaft vakante Titel, d. h. Titel die nicht mehr vergeben werden, gelten als eingestellt.
- Veranstaltungsbanner: siehe Banner

## W
- Weeklie: Fach- bzw. Slangbegriff für eine wöchentlich im Fernsehen oder Internet ausgestrahlte Wrestlingshow wie RAW, SmackDown oder Impact Wrestling.
- World Title: Oft World (Heavyweight) Championship genannt, ist der höchste Einzel-Titel einer Promotion, der offiziell global ausgetragen wird. Wurde früher auch als World Heavyweight Wrestling Championship bezeichnet.
- Work: Es wird eine Verletzung simuliert. Oft wird eine schwerere Verletzung dargestellt, damit der betroffene Wrestler Zeit bekommt, kleinere, reale Verletzungen auszukurieren, ohne die aktuelle Storyline zu unterbrechen. Grundsätzlich lässt sich das Wort auf alle geplanten oder choreografierten Aspekte des Wrestlings anwenden.
- Worked match: Ein Match, das von Anfang an einer ausgearbeiteten Storyline folgt. Der Begriff kam in den 1920er-Jahren auf und ist eng verbunden mit dem Begriff Gold Dust Trio. Heute allgemeiner Standard im Wrestling.
- Worked Shoot: Im Gegensatz zum Work wird hierbei häufig Kayfabe gebrochen, sodass der Eindruck eines echten Shoots entsteht; insbesondere Smart Marks sollen dabei glauben, dass die Aktion über einen Work hinausgeht und völlig ungeplant geschieht (was aber nicht der Fall ist).
- Worker: Bezeichnung wird ausschließlich auf einen Wrestler ohne Einhaltung des Kayfabe angewendet. Im weitesten Sinne kann man diesen Begriff auf alle Wrestler übertragen.
- Wrestling Federation: Dachverband bzw. Zusammenschluss verschiedener Promotionen unter einem einheitlichen Banner. Die bekanntesten Federations in der Wrestling-Geschichte sind die American Wrestling Association, National Wrestling Association, National Wrestling Alliance und World Wrestling Entertainment.
- Wrestling-Kader: siehe Roster
- Wrestling School / Wrestlingschule: Ausbildungsstätte großer und mittlerer Wrestlingverbände, an der professionell Anfänger („Jung-Talente“), Fortgeschrittene und Profis aus- und weitergebildet werden. Head Trainer werden v. a. durch ehemalige Wrestler gestellt, die nicht mehr aktiv im Ring stehen, sondern aufgrund ihres erworbenen Fachwissens von den Wrestlingveranstaltern weiterhin als Ausbilder angestellt sind.
- Wrestlingstable: siehe Stable
- Wrestling Territory / Wrestling-Territorium: siehe Territory
- Wrestlingverband / Wrestlingverbände: siehe Promotion
- WWE Universe / WWE-Universum: Eigen- und Vermarktungsbezeichnung der Gesamtheit aller von der WWE produzierten Produkte. Umfasst als solche nicht nur diverse TV-Formate, sondern auch Merchandising und Kundenbindung.

## X
- X-Pac Heat: Negative Reaktion des Publikums auf einen Wrestler, den sie aus verschiedensten Gründen nicht sehen wollen. X-Pac Heat zu bekommen ist ein herber Rückschlag für einen Wrestler. Bei Heel-Wrestler ist es mitunter schwierig, die erwünschte Heat aufgrund der bösen Taten des Heels, von X-Pac Heat zu unterscheiden. Letztliches Unterscheidungskriterium ist, ob das Publikum einen Wrestler hassen oder ausbuhen wollen oder ob sie sich bei dessen Erscheinen abwenden oder, als Fernsehzuschauer, umschalten. Der Ausdruck wurde von X-Pac abgeleitet, der zum Ende seiner WWE-Zeit solche Reaktionen erhielt.